# Регентство Марии Кристины Австрийской

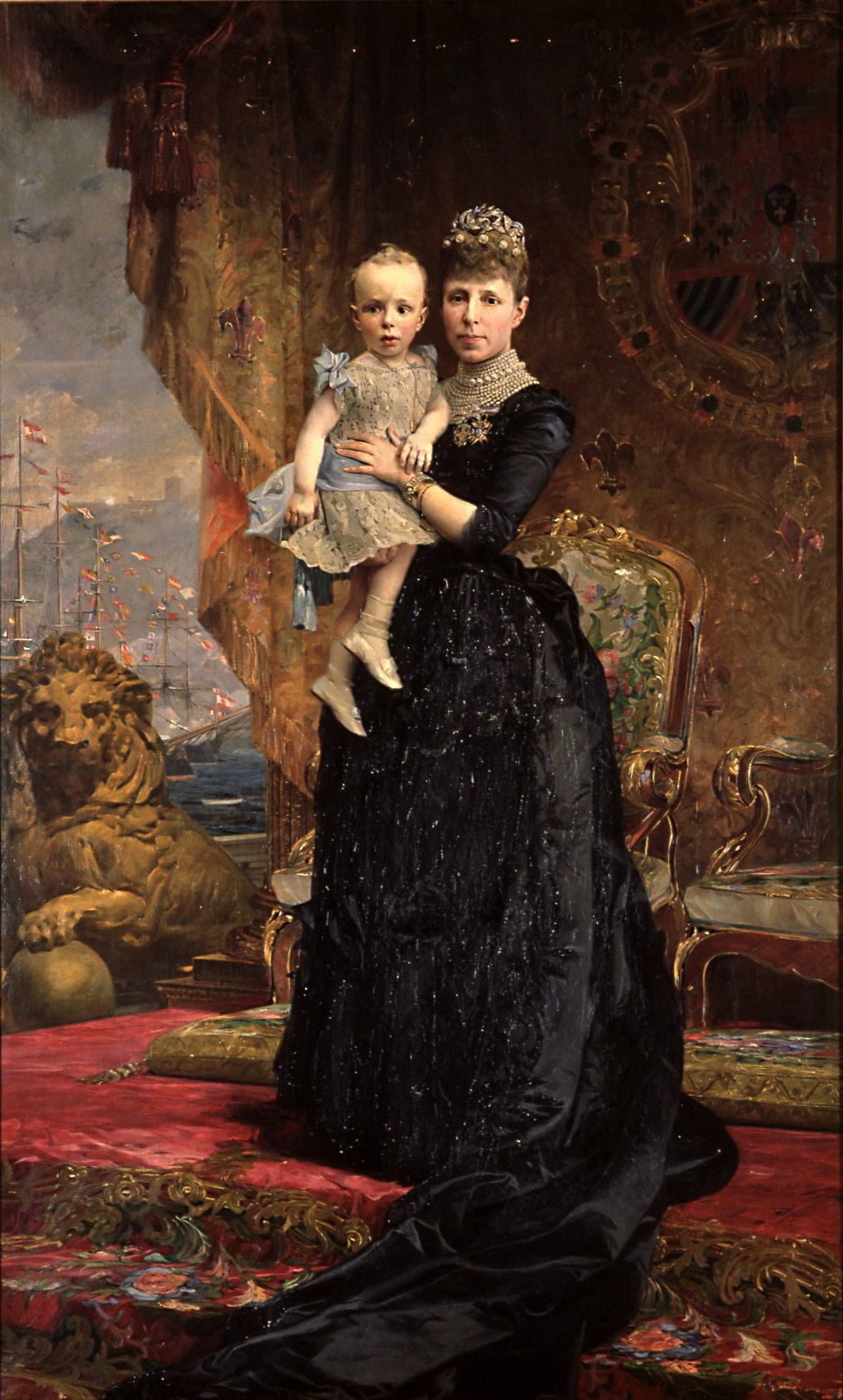
Королева-регент Мария Кристина Австрйиская и Альфонсо XIII (1890), картина маслом кисти Антонио Каба, Королевская каталонская академия изящных искусств Сан-Жорди (Барселона).

Мария Кристина Австрийская была регентом Испании с момента смерти своего мужа Альфонсо XII в ноябре 1885 года до тех пор, пока их сыну Альфонсо XIII не исполнилось шестнадцать лет и он не принёс присягу на Конституции 1876 года в мае 1902 года. Королева Мария Кристина была беременна, когда умер её муж, и родила короля Альфонсо XIII в мае 1886 года.
По словам историка Мануэля Суареса Кортины, «Регентство было особенно важным периодом в истории Испании, потому что в те годы, в конце XIX века, система стабилизировалась, развивалась либеральная политика, но также появились серьёзные разногласия, которые на международной арене отразились сначала в колониальной войне, а затем в отношениях с США, что привело к военному и дипломатическому поражению и потере колоний после Парижского мирного договора 1898 года. Во внутренней сфере испанское общество претерпело значительные изменения, связанные с появлением таких важных политических реалий, как регионализм и периферийный национализм, усиление рабочего движения с двойной идеологией, социалистической и анархистской, а также сохранение, хотя и в ослабленном виде, республиканской и карлистской оппозиций».

## Смерть Альфонсо XII и «пакт Эль-Пардо»

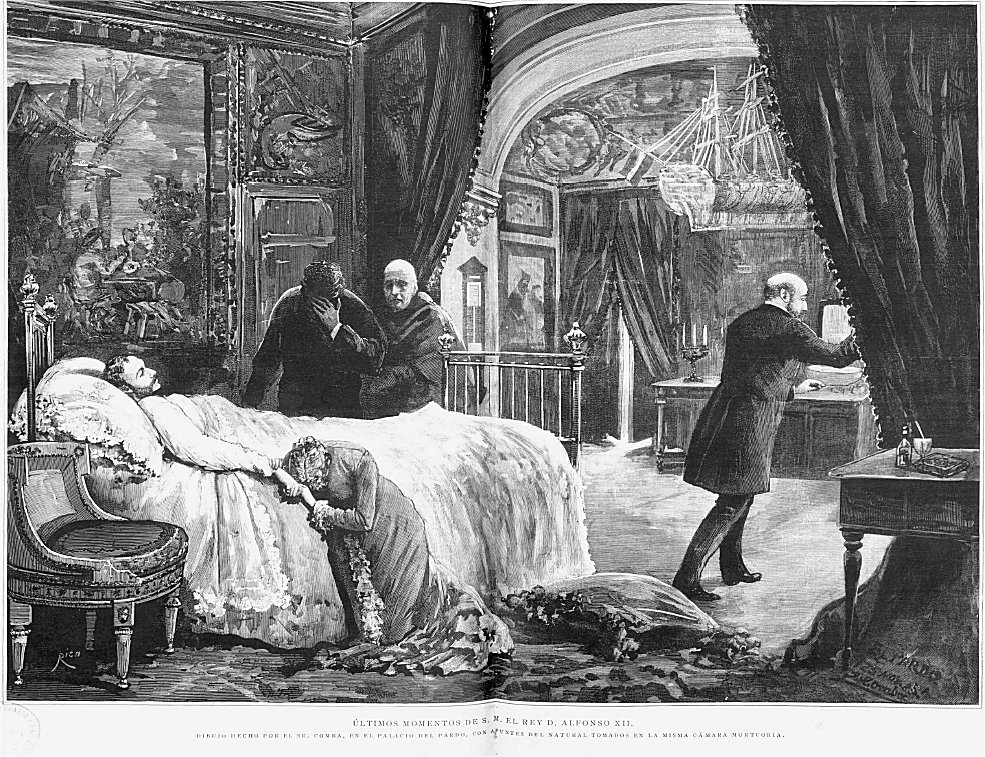
Гравюра Хуана Комбы для La Ilustración Española y Americana (30 ноября 1885 года), изображающая смерть короля Альфонсо XII в королевском дворце Эль-Пардо в Мадриде.

25 ноября 1885 года молодой король Альфонсо XII умер от туберкулёза, и его жена Мария Кристина Австрийская стала регентом. «Молодая женщина, иностранка, мало времени проведшая в Испании, не очень популярная и имеющая репутацию не очень умной». Помимо слабости, в которой, как казалось, пребывал высший институт государства, существовал ещё и тот факт, что в ожидании третьих родов, поскольку королева была беременна, не было наследника мужского пола — у Альфонсо и Марии Кристины, поженившихся 29 ноября 1879 года, было две дочери. Таким образом, смерть Альфонсо XII создала определённый вакуум власти. Менендес Пелайо писал Хуану Валере, находившемуся в Вашингтоне: «Смерть короля вызвала здесь необычайное замешательство и неопределённость. Никто не может предугадать, что произойдёт». Этим могли воспользоваться карлисты или республиканцы, чтобы положить конец режиму Реставрации. На самом деле в сентябре 1886 года, всего через четыре месяца после рождения Альфонсо XIII, произошло республиканское восстание под предводительством генерала Мануэля Вильякампы дель Кастильо, организованное изгнанником Мануэлем Руисом Соррильей. Это восстание стало последней военной попыткой республиканцев и их крахом, который глубоко их расколол.

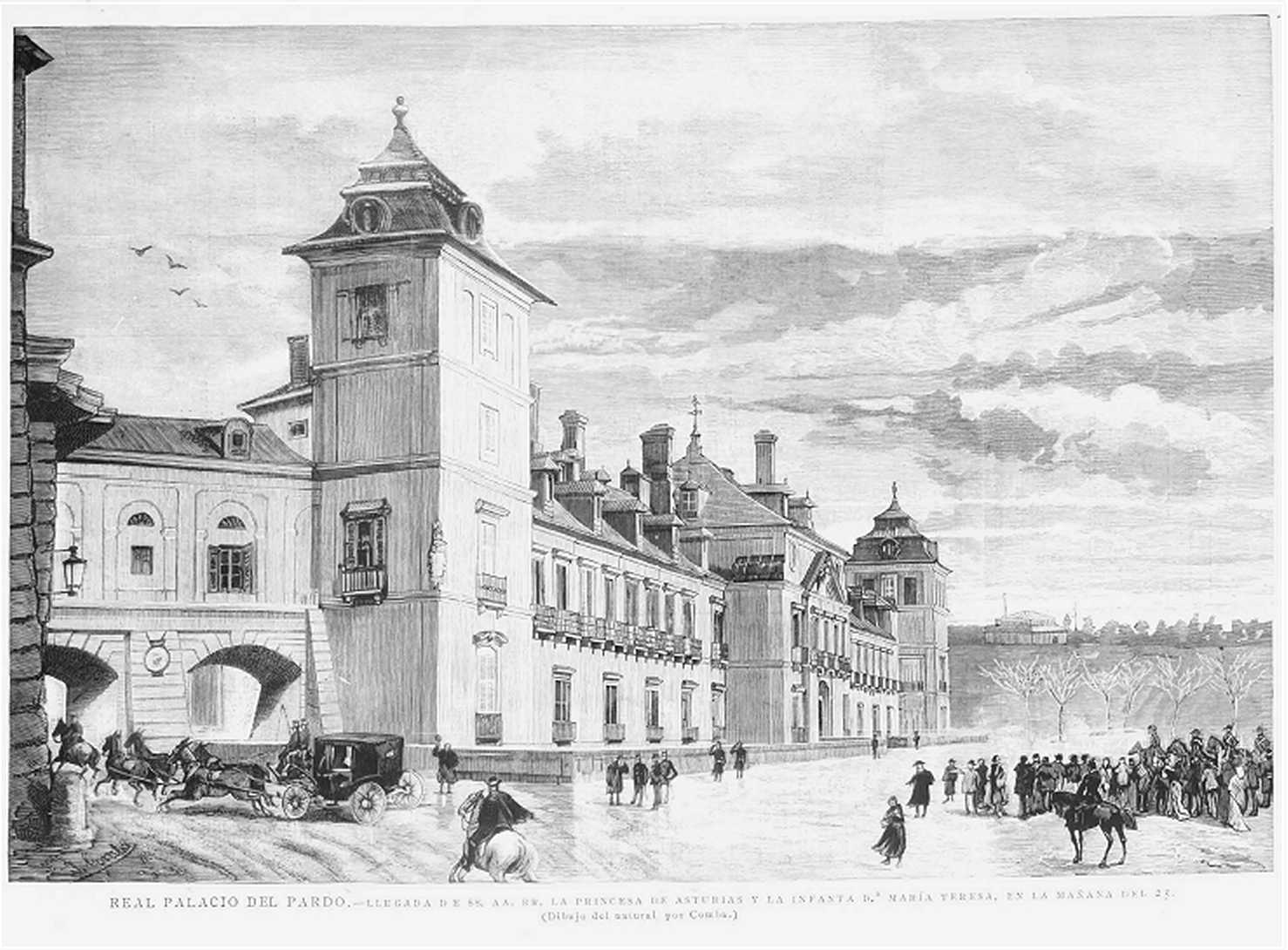
Дворец Эль-Пардо (1885), гравюра Хуана Комбы для La Ilustración Española y Americana.

Чтобы справиться с ситуацией неопределённости, возникшей после смерти короля, при посредничестве генерала Мартинеса Кампоса лидеры двух партий того времени, Антонио Кановас дель Кастильо от Консервативной партии и Праседес Матео Сагаста от Либерально-фузионистской партии, встретились, чтобы договориться о замене первого на посту главы правительства вторым. Так называемый «Пакт Эль-Пардо» — хотя встреча состоялась в резиденции главы правительства, а не во дворце Пардо — предусматривал «благосклонность» консерваторов по отношению к новому либеральному правительству Сагасты. Однако фракция в Консервативной партии во главе с Франсиско Ромеро Робледо не согласилась с передачей власти либералам и вышла из партии, чтобы сформировать собственную под названием «Либерально-реформистская партия», к которой присоединилась «Династическая левая» Хосе Лопеса Домингеса в попытке создать промежуточное политическое пространство между двумя партиями того времени.

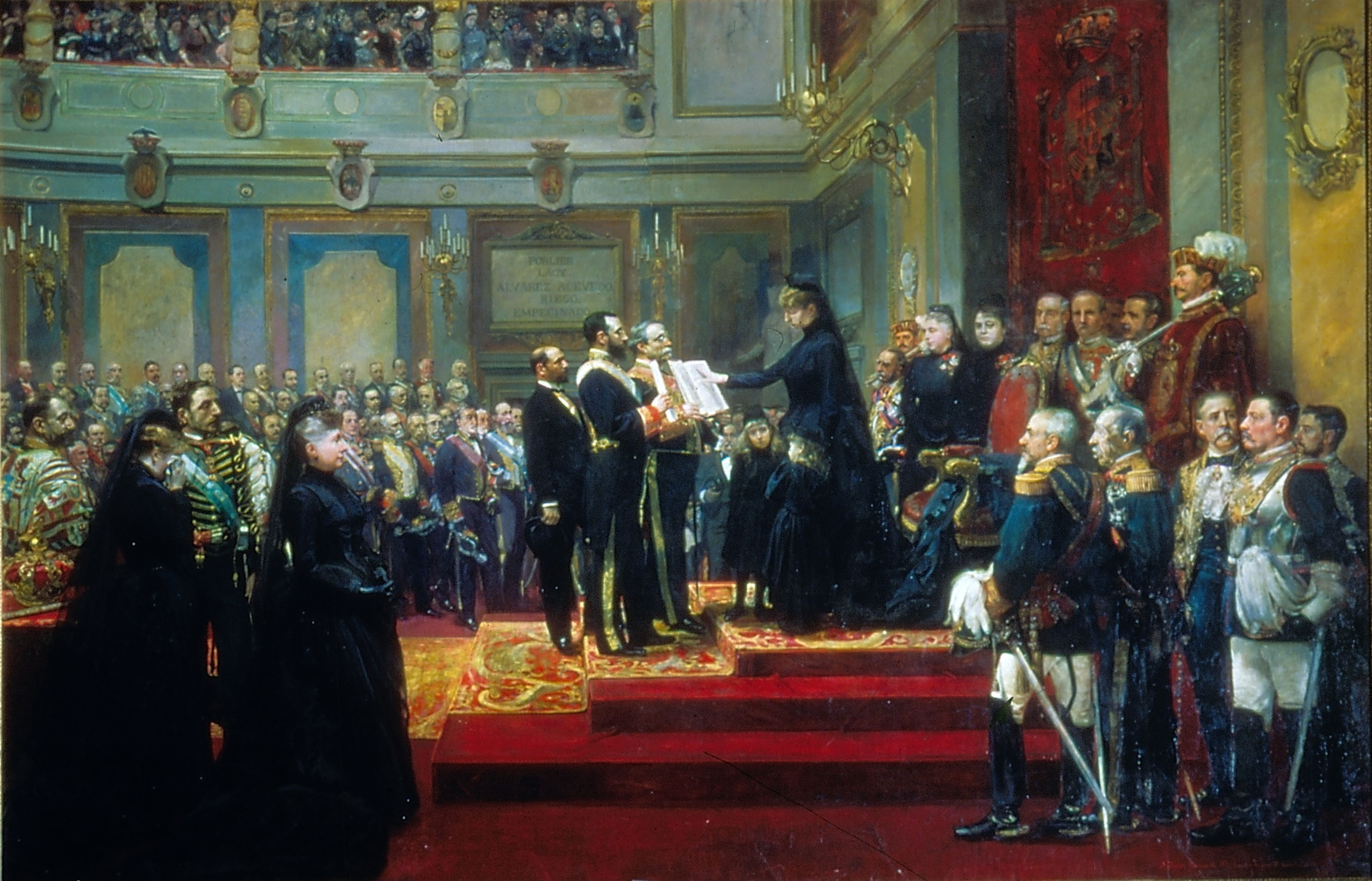
Картина, изображающая принесение Марией Кристиной Австрийской присяги на Конституции 1876 года в качестве регента в декабре 1885 года. Мария Кристина, которая была беременна, в сопровождении двух своих дочерей, Марии де лас Мерседес де Бурбон-и-Габсбург-Лорены и Марии Терезы де Бурбон. Перед ней — председатель правительства Антонио Кановас дель Кастильо.

Кановас дель Кастильо оправдал пакт Эль-Пардо на Конгрессе депутатов несколько месяцев спустя:
Во мне зародилось убеждение, что ожесточённая борьба, в которой мы, монархические партии, участвовали в то время... должна была прекратиться в любом случае и прекратиться на какое-то время. Я считал, что перемирие необходимо и что все монархисты должны сплотиться вокруг монархии. [И как только я подумал об этом... что мне оставалось делать? После того, как я почти два года был в правительстве и управлял страной большую часть правления Альфонсо XII, должен ли я был обратиться к партиям и сказать им: «Поскольку страна находится в кризисе, не воюйте со мной больше; давайте заключим мир вокруг трона; дайте мне возможность защищаться и поддерживать себя?» Это было бы абсурдно и, помимо того, что было бы нечестно и не по-королевски, было бы нелепо. Поскольку я встал, чтобы предложить примирение и попросить о перемирии, не было другого способа заставить людей поверить в мою искренность, кроме как отстраниться от власти.
В июне различные либеральные фракции достигли соглашения, известного как «закон гарантий», которое позволило восстановить единство партии. Он был разработан Мануэлем Алонсо Мартинесем, представлявшим сторонников объединения, и Эухенио Монтеро Риосом, представлявшим левых, и предусматривал развитие свобод и прав, признанных во время «демократического шестилетия», — всеобщее избирательное право, суд присяжных и так далее — в обмен на признание совместного суверенитета короля и парламента, на котором была основана Конституция 1876 года. Это означало, что последнее слово в осуществлении суверенитета оставалось за короной, а не за избирателями. Из либерально-фузионистской партии вышла фракция во главе с генералом Лопесом Домингесом, которому Сагаста предложил пост посла в Париже, но тот потребовал минимум 27 депутатов в новом парламенте, что считалось чрезмерным количеством.

## 1885–1890: «Долгий парламент» Сагасты
В апреле 1886 года, через пять месяцев после формирования правительства и за месяц до рождения будущего Альфонсо XIII, либералы назначили выборы, чтобы обеспечить себе прочное большинство в Кортесах и таким образом разработать свою правительственную программу, хотя они уже могли приступить к её реализации благодаря благосклонности консерваторов. Этот период назывался «Долгое правительство Сагасты» или «Долгий парламент», поскольку это были самые продолжительные Кортесы Реставрации и единственные, срок полномочий которых подходил к концу, но Сагасте было нелегко сохранить единство своей партии и правительства, поскольку за эти пять лет ему пришлось преодолеть несколько кризисов.
В этот период «был проведён ряд реформ, которые окончательно сформировали социальный и политический облик Реставрации как исторической эпохи», поэтому некоторые историки считают его «самым плодотворным периодом» Реставрации.

### Политические и правовые реформы
Первой крупной реформой «долгого правительства» Сагасты стало принятие в июне 1887 года Закона об объединениях, который регулировал свободу ассоциаций в целях «свободы личности» и позволял рабочим организациям действовать на законных основаниях, поскольку включал в себя свободу профсоюзов, что дало мощный толчок рабочему движению в Испании. Под защитой нового закона получило распространение анархо-синдикалистское движение «Федерация трудящихся Испанского региона» (ФТИР), основанное в 1881 году как преемник движения «Испанская региональная федерация МАТ», и зародился «Всеобщий союз трудящихся» (ВСТ), основанный в 1888 году, в том же году, когда была создана «Испанская социалистическая рабочая партия» (ИСРП), родившаяся в подполье девятью годами ранее, смогла провести свой первый съезд.
Второй крупной реформой стал закон о суде присяжных — давнее требование прогрессивного либерализма, которому всегда противостоял консерватизм и которое было одобрено в апреле 1888 года. Суд присяжных был введён для тех преступлений, которые оказывали наибольшее влияние на поддержание общественного порядка или затрагивали права личности, например, свободу прессы. Согласно закону, присяжные должны были устанавливать доказанные факты, а юридическая квалификация фактов оставалась за судьями.
Третьей крупной реформой стало введение всеобщего (мужского) избирательного права по закону, принятому 30 июня 1890 года. Однако этот закон был принят не в результате давления общественности в пользу расширения избирательного права, а для того, чтобы Сагаста обеспечил единство партии и правительства, удовлетворив исторический запрос демократического либерализма в то время, когда давление «геймасистов» в пользу принятия протекционистского тарифа на производство зерновых усиливалось. Второй причиной было усиление либеральной партии — и режима Реставрации — за счёт присоединения к ней «позитивистов»-республиканцев Эмилио Кастелара, как они и обещали, если будет одобрено расширение избирательного права.
Однако утверждение избирательного права для всех мужчин старше двадцати пяти лет -— около пяти миллионов в 1890 году — независимо от их дохода, как это было в случае с правом голоса при переписи населения, не означало демократизации политической системы, поскольку фальсификации на выборах продолжались — в том числе благодаря касикизму, в то время говорилось только о том, что теперь сети касиков были распространены на все население, так что правительства продолжали формироваться до выборов, а не после, поскольку правительство того времени создавалось с опорой на солидное большинство в парламенте — во время Реставрации ни одно правительство никогда не проигрывало выборы.
По словам Карлоса Дарде, основной причиной такого «отсутствия мобилизующего эффекта всеобщего избирательного права в политической жизни... было социальное положение — экономическое и культурное — новых избирателей и их политический кругозор. Подавляющее большинство мужчин, которым было предоставлено право голоса, состояло не из представителей среднего и рабочего классов городского типа или независимых крестьян, вовлечённых в политический проект демократического характера, а из сельских масс, крайне бедных и неграмотных, совершенно чуждых этому проекту, надеявшихся на социальную революцию в южной части страны и на победу карлизма в значительной части севера; масс, которые, кроме того, пережили либо жестокие полицейские репрессии, либо поражение в гражданской войне».
Таким образом, «хотя формально это означало установление демократии, [одобрение всеобщего (мужского) избирательного права] на практике ничего не изменилось». «Депутаты остались более или менее теми же; ни одна социальная группа, за редким исключением, не получила доступа к законодательной власти. Не произошло и никаких изменений в партийной структуре, которая по-прежнему состояла из „партий знати“; не было создано ни одной массовой организации для привлечения голосов граждан, чьи избирательные права только что были признаны». Кроме того, Конституция не была реформирована, поэтому принцип национального суверенитета по-прежнему не признавался, и избиралась только треть Сената. Свобода вероисповедания, ещё один принцип демократической системы, также не признавалась.
С другой стороны, доказательством того, что целью закона не было установление демократии, было отсутствие каких-либо гарантий, обеспечивающих прозрачность избирательного процесса и, таким образом, предотвращающих фальсификации на выборах, таких как обновление переписи населения независимым органом, требование аккредитации для голосующих или контроль над всем процессом, который оставался в руках министра внутренних дел, известного как «великий избиратель», поскольку именно он отвечал за то, чтобы его правительство имело большое большинство в Кортесах. «Тот факт, что в некоторых городских центрах оппозиция смогла изменить эту ситуацию, является почти документальным фактом. Политический контроль сверху, практика подтасовки результатов выборов — вот что составляет суть политической практики Испании в конце века», — заключает Мануэль Суарес Кортина. Карлос Дарде разделяет эту точку зрения: «В некоторых городах — Мадриде, Барселоне, Валенсии... — ситуация действительно изменилась в пользу современной политики, основанной на общественном мнении; в доказательство этого республиканское представительство стало более многочисленным и постоянным, иногда достигая большинства депутатов, избираемых в этих крупных населённых пунктах; со временем избирались и социалисты; в Каталонии националистам удалось отправить значительное представительство в Конгресс в Мадриде; то же самое можно сказать о карлистах в Наварре». Но это представительство депутатов было безвозвратно утрачено в национальном собрании: из примерно 400 мест в Конгрессе максимальное число депутатов-республиканцев составляло 36 в 1903 году, а депутатов-социалистов — 7 в 1923 году». Избирательные округа, все из которых были одномандатными, по-прежнему составляли большинство — 280 депутатов, — в то время как городские округа были связаны с крупными сельскими районами, поскольку они были многомандатными округами или избирательными участками — всего 114 округов, — в которых избиралось от трёх до восьми депутатов, в зависимости от численности населения, таким образом, что голоса сельских районов «затушевывали» голоса городских районов, менее подконтрольных сетям касикиев.
Четвёртой реформой стало утверждение в мае 1889 года Гражданского кодекса, который вместе с Уголовным кодексом 1870 года и Торговым кодексом 1885 года окончательно сформировал «юридическую структуру нового буржуазного порядка», закрепив «в частной сфере то, что Конституция установила в сфере общественной». Он включал в себя гражданское право и соблюдал каноническое право в отношении брака.
Однако правительству не удалось реформировать армию, положение которой «в целом было очень плачевным по сравнению с другими национальными армиями», потому что «она была организована не для ведения войны, а для выполнения задач по поддержанию порядка в гарнизоне, с плохо обученными солдатами, принудительной воинской повинностью, избытком командиров и неадекватной организационной структурой». Главной причиной провала была автономия армии, за которую пришлось заплатить подчинением гражданской власти, так что «к любой реформе нужно было подходить с согласия командования. Это была чрезвычайно деликатная задача, поскольку ситуация с гипертрофией, избытком офицеров, плохим оснащением и корпоративным духом, основанным на сильной традиции самовольного набора, превратила Вооружённые силы в реальность, которая не очень хорошо поддавалась внешним требованиям и контролю». Таким образом, законопроект, представленный военным министром генералом Мануэлем Кассолой в июне 1887 года, не был одобрен Кортесами из-за сильного противодействия консерваторов, начиная с самого Кановаса, а также консервативных и либеральных военных членов парламента. Одним из самых спорных вопросов было предложение ввести обязательную военную службу без права на освобождение или замену, что позволяло сыновьям из богатых семей не вступать в ряды армии, если они платили определённую сумму денег или отправляли вместо себя замену. В июне 1888 года генерал Кассола подал в отставку, и правительство решило ввести в действие менее спорные части закона, которые не были оспорены Кортесами: «он упразднил почётные звания, должности, которые были выше действительных, переводимость между родами войск, за исключением некоторых специальных корпусов; он установил продвижение по службе в мирное время по старшинству и возможность в военное время добровольно обменять повышение на медаль за заслуги».

### Усиление рабочего движения
Из-за медленных темпов индустриализации промышленный рабочий класс продолжал составлять меньшинство среди городских рабочих классов и по-прежнему был сосредоточен в основном в Каталонии и в горнодобывающих районах Бискайи и Астурии. Работа в промышленности или на шахтах была тяжёлой и продолжительной. Примерно в 1900 году средняя продолжительность рабочего дня составляла 10–11 часов, а средняя заработная плата на фабриках и в мастерских составляла от 3 до 4 песет в день, на шахтах — от 3,25 до 5 песет, а на стройках — 2,5 песеты.[1] Что касается сельскохозяйственного рабочего класса, или «сельского пролетариата», то низкая заработная плата по-прежнему делала фермы прибыльными, поэтому подёнщики по-прежнему составляли часть сельского населения, которая жила в худших условиях. Их зарплата была намного ниже, чем у промышленных рабочих — примерно в 1900 году она составляла от 1 до 1,5 песеты в день, — и они работали не круглый год. Ситуация была особенно скандальной в случае с подёнными работниками в Андалусии и Эстремадуре: «Заработок, получаемый всеми членами семьи за сдельную работу от восхода до заката, более 16 часов в день [летом], во время сбора урожая, прореживания оливковых деревьев и сбора оливок или винограда, не позволял обеспечить даже достаточное количество еды на весь год, когда работа была лишь эпизодической».

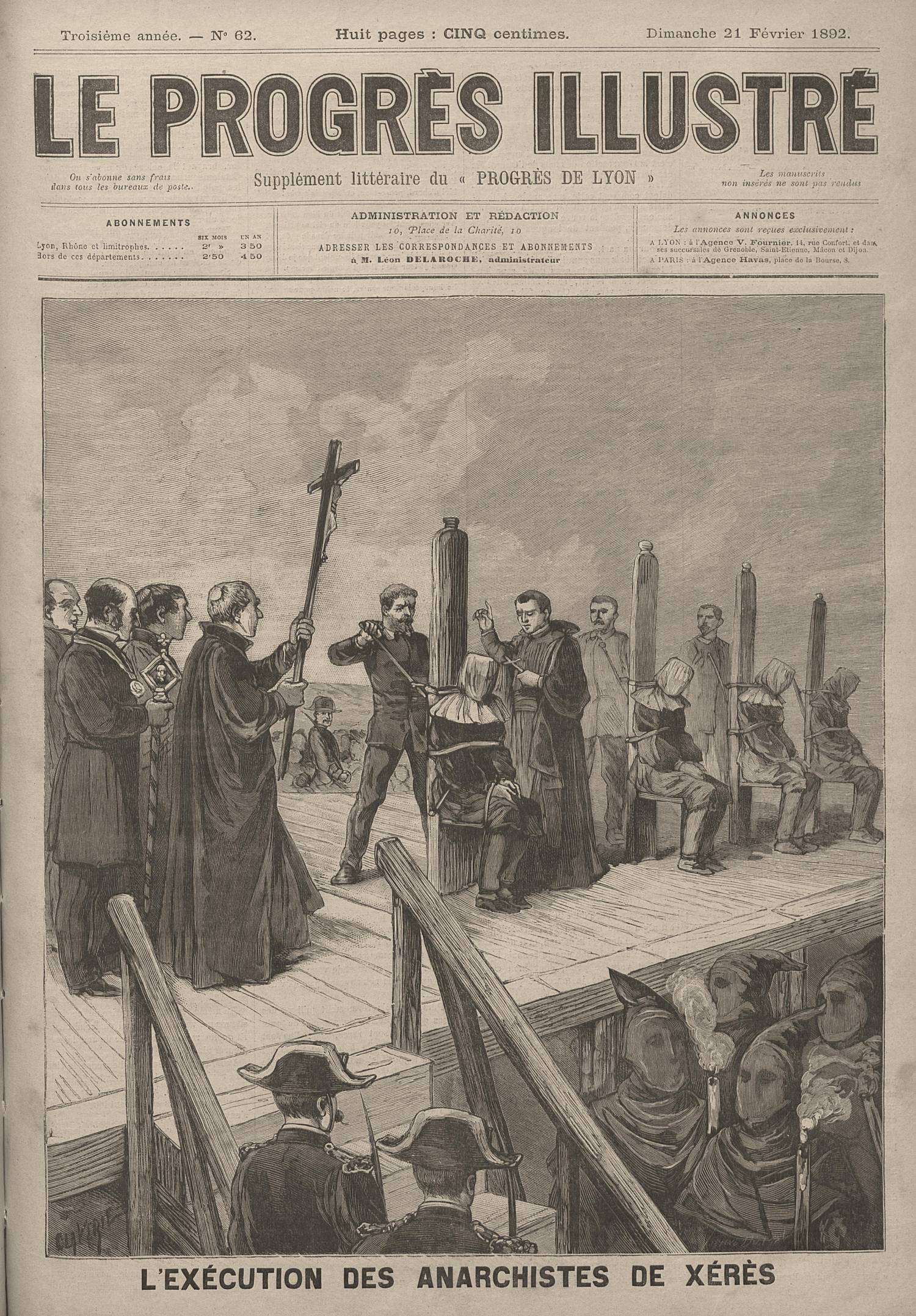
Казнь тех, кто был осужден за события в Хересе в 1892 году. Иллюстрация из французской газеты Le Progrès Illustré.

Принятие закона об ассоциациях укрепило рабочие организации, которые были созданы под защитой политической либерализации, начатой первым правительством Сагасты в 1881–1883 годах и позволившей им действовать в рамках закона. Так было в случае с анархо-синдикалистской «Федерацией трудящихся Испанского региона» (ФТИР), основанной в Барселоне в сентябре 1881 года и насчитывавшей почти 60 000 членов, объединённых в 218 федераций, в основном из андалузских подёнщиков и каталонских промышленных рабочих. Однако ФТИР была распущена в 1888 году, когда сектор анархизма, который критиковал существование общественной, легальной организации синдикалистского толка и который, напротив, защищал "спонтанизм", поскольку любой тип организации ограничивал индивидуальную автономию и мог "отвлекать" ее компоненты от основной цели — развития общества. революция, а также поддержка ее "буржуазии" и "повстанческого" пути — восстание рабочих положило бы конец капиталистическому обществу — навязали себя сами. В противовес этому «синдикалистская» тенденция выступала за укрепление организаций, чтобы с помощью забастовок и других форм борьбы добиваться от работодателей повышения заработной платы и улучшения условий труда. Триумфу «спонтанной» и «повстанческой» тенденций способствовали жестокие репрессии, развязанные правительством против андалузских анархистов после убийств и грабежей, приписываемых «Чёрной руке» — таинственной и предположительно подпольной анархистской организации, которая не имела ничего общего с ФТИР. Хотя анархистское движение продолжало существовать в виде публикаций и образовательных инициатив, роспуск ФТИР открыл «путь к преобладанию индивидуальных действий террористического характера, к пропаганде насилия, которая распространилась в следующем десятилетии».
Со своей стороны, социалисты, которые в мае 1879 года основали Испанскую социалистическую рабочую партию, целью которой, как утверждала газета El Socialista, было «обеспечить организацию рабочего класса в политическую партию, отличную от всех буржуазных партий и противостоящую им»... созвали съезд трудящихся, который состоялся в Барселоне в августе 1888 года, и на его основе был создан Всеобщий союз трудящихся (ВСТ), первым президентом которого стал Антонио Гарсия Кехидо. Десять дней спустя, также в Барселоне, состоялся I съезд ИСРП, на котором была одобрена так называемая «максимальная программа» партии и Пабло Иглесиас был избран её председателем.

Вступив во Второй Интернационал, Испанская социалистическая рабочая партия провела свой День труда в воскресенье, 4 мая 1890 года, чтобы потребовать восьмичасового рабочего дня в дополнение к запрету на работу для детей младше 14 лет, сокращению рабочего дня до 6 часов для юношей и девушек в возрасте от 14 до 18 лет, отмене ночной работы и запрету на работу женщин во всех отраслях промышленности, «которые особенно негативно влияют на женский организм». The Socialist опубликовал:
Сегодня рабочие могут мирно заявить о своей силе... по отношению к привилегированному классу. Завтра, когда организация пролетариата будет завершена, а буржуазия не захочет уступить разуму, который ей помогает, и власти, которая её сопровождает, наступит время действовать революционным путём.
Однако, в отличие от анархистских организаций, рост ИСРП и её профсоюза ВСТ был очень медленным, и им так и не удалось закрепиться в Андалусии или Каталонии. В последнее десятилетие XIX века им удалось полностью утвердиться только среди шахтёров Бискайи благодаря работе Факундо Пересагуа и Астурии. «О слабости социалистов можно судить по небольшому количеству голосов, полученных на выборах 1891 года: чуть более 1000 в Мадриде и около 5000 по всей Испании. До 1910 года, выступая в одиночку, Испанская социалистическая рабочая партия никогда не набирала более 30 000 голосов по всей стране и не получала ни одного места в парламенте».
Наряду с ограниченным процессом индустриализации в Испании медленный рост рабочих организаций был обусловлен тем, что республиканство продолжало оставаться основной политической платформой для рабочего и народного секторов. Что в основном отличало республиканизм от двух рабочих течений — анархизма и социализма — так это то, что республиканцы не ставили под сомнение основы капиталистического общества, поскольку они были не исключительно рабочими организациями, а «межклассовыми» партиями, и поэтому выступали только за его реформу с такими мерами, как «поощрение кооперативизма, создание смешанные суды присяжных [для урегулирования конфликтов между работодателями и работниками], предоставление дешевых кредитов крестьянам или распределение части земель, а в некоторых случаях и интервенционистские меры со стороны государства, такие как законодательное сокращение рабочего дня или регулирование условий, при которых это осуществлялось».
Со стороны католического мира была предпринята попытка создать рабочее движение, имеющее такое конфессиональное значение, в результате публикации в 1891 году папской энциклики «Rerum novarum», которая поощряла инициативы в социальной сфере. В Испании возник Католический совет Обрерос, возглавляемый иезуитом Антонио Висентом, а также профессиональные ассоциации смешанного характера, работников и работодателей.

### Испанский национализм и распространение «регионализма»

#### Слабый процесс «построения нации».
После провала федеративного эксперимента Первой Испанской республики и поражения карлизма во время Реставрации было укреплено централизованное государство, основанное на жёстком контроле правительства над провинциальной и местной администрацией, в том числе в Стране Басков, чьи фуэро были окончательно упразднены в 1876 году. Точно так же в этот период продолжался процесс формирования испанской нации, но в наиболее консервативной версии, поскольку идея Испании была сосредоточена не на свободе воли её граждан — политической нации, — а на её «сущности», связанной с историческим наследием — католицизмом и кастильским языком в качестве основных элементов. Ведущими представителями этой орканико-исторической концепции «испанской нации», которая противостояла либеральной и республиканской концепции политической нации, были Марселино Менендес-и-Пелайо, Хуан Васкес де Мелья и сам основатель политического режима Реставрации Антонио Кановас дель Кастильо. Согласно этой концепции, Испания была «историческим организмом, в основе которого лежит кастильская этнокультурная субстанция, сформировавшаяся на протяжении веков и являющаяся, следовательно, объективной и необратимой реальностью».
Однако, несмотря на усиление централизма в организации государства, процесс формирования нации в Испании был менее интенсивным, чем в других европейских странах, из-за слабости самого государства. Таким образом, ни школа, ни обязательная военная служба не выполняли «национализирующую» функцию, которую они выполняли, например, во Франции, где французская идентичность вытеснила «региональную» и «местную» идентичности. Таким образом, в то время как во Франции французский язык был насаждён в качестве единственного, а на остальных языках, которые презрительно называли «диалектами», перестали говорить или их использование считалось признаком «некультурности», в Испании языки, отличные от испанского, — каталанский, галисийский и баскский — сохранялись на своих территориях, особенно среди народных масс.
Испанскому «национализирующему» процессу также препятствовало исключение из политической жизни не только политических течений, отличных от двух династических партий, но и подавляющего большинства населения. Ещё одним препятствием, особенно среди рабочих, было развитие социалистических и анархистских организаций, которые выступали за интернационализм, а не за национализм. Однако, по крайней мере в городах, испанский национализм развивался. Это было продемонстрировано проявлениями националистического восторга в 1883 году — в знак поддержки короля Альфонсо XII по возвращении из поездки во Францию, где он был встречен враждебно из-за своих прогерманских демонстраций, — в 1885 году — по случаю конфликта с Германией из-за Каролинских островов, — в 1890 году — вокруг Исаака Пераля и его изобретения подводной лодки с электрическим двигателем, — или в 1893 году — по случаю войны Маргальо в окрестностях Мелильи.

#### Расширение «регионализма»: Каталония, Страна Басков и Галисия
Слабый процесс построения нации стал одновременно причиной и следствием распространения регионализма в 1880-х годах. С тех пор оппозиция централизованному государству перестала быть уделом только карлистов и федералистов, а стала выражаться и теми, кто считал себя принадлежащим к другим народам, особенно в Каталонии, Стране Басков и Галисии, которые в то время назывались регионами или, в лучшем случае, национальностями. Но некоторые уже тогда осмеливались говорить, что Испания — это не нация, а лишь государство, состоящее из нескольких наций. Так появилось новое явление, которое впоследствии привело к тому, что стало называться региональным вопросом, и вызвало немедленную реакцию со стороны испанского национализма. «Значительная часть прессы в Мадриде и провинциях начала с подозрением, если не с открытой враждебностью, относиться даже к культурной деятельности регионалистов и их просьбам о признании не-испанских языков официальными, что более чем кто-либо другой было расценено как «скрытый сепаратизм».

#### Каталония
В Каталонии, после провала «демократического шестилетия», сектор федеративного республиканизма, возглавляемый Валенти Альмиралем, перешел на каталонскую сторону и порвал с основной частью Федеральной партии, возглавляемой Пи-и-Маргалем. В 1879 году Альмираль основал газету Diari Català, которая, хотя и просуществовала недолго — она закрылась в 1881 году, — стала первой газетой, полностью издававшейся на каталонском языке. В следующем году он созвал Первый каталонский конгресс, который в 1882 году положил начало Центру Каталонии, первой каталонской организации, которая явно преследовала мстительные цели, хотя и задумывалась не как политическая партия, а как организация для распространения каталонского национализма и оказания давления на правительство. В 1885 году королю Альфонсо XII был представлен памятный знак «Де Грегес», осуждавший коммерческие договоры, которые должны были быть подписаны, и предложения по унификации Гражданского кодекса; в 1886 году была организована кампания против коммерческого соглашения, по которому велись переговоры с Великобританией, кульминацией которой стал митинг в театре Новедадес в Барселоне это объединило более четырех тысяч человек, а в 1888 году — еще одну кампанию в защиту каталонского гражданского права, которая достигла своей цели — «первой победы каталонства», как назвал ее один летописец.
В 1886 году Альмираль опубликовал свою фундаментальную работу «Каталонский национализм», в которой он защищал каталонский «партикуляризм» и необходимость признания «особенностей различных регионов, на которые история, география и характер жителей разделили полуостров». Эта книга стала первой последовательной и всеобъемлющей формулировкой каталонского «регионализма» и оказала заметное влияние — спустя десятилетия Альмираль считался основоположником каталонского национализма. По словам Альмираля, «государство состояло из двух основных сообществ: каталонского (позитивистского, аналитического, эгалитарного и демократического) и кастильского (идеалистического, абстрактного, обобщающего и доминирующего)», так что «единственной возможностью демократизации и модернизации Испании было передать политическое управление застойным центром более развитой периферии, чтобы сформировать «конфедерацию или составное государство» или двойственную структуру, подобную Австро-Венгрии».
Именно в те же 1880-е годы началось распространение символов каталонского национализма, большинство из которых не нужно было изобретать, но которые уже существовали до его национализации: флаг — les quatre barres de sang, 1880 год, гимн — Els Segadors, 1882 год, национальный день Каталонии — 11 сентября, 1886 год, национальный танец — сардана, 1892 год, два святых покровителя Каталонии — День святого Георгия, 1885 год, и Чёрная Дева Монсерратская, 1881 год.
В 1887 году «Каталонский центр» пережил кризис из-за разрыва между двумя течениями, входившими в его состав: более левым и федералистским, возглавляемым Альмиралем, и более каталонским и консервативным, объединившимся вокруг газеты La Renaixença, основанной в 1881 году. Члены этого второго течения покинули «Каталонский ценгьо» в ноябре, чтобы основать «Лигу Каталонии», к которой присоединился «Школьный каталонский центр» — объединение студентов университетов, в которое входили будущие лидеры каталонского национализма: Энрик Прат де ла Риба, Франсеск Камбо и Жозеп Пуч-и-Кадафалк. С этого момента гегемония каталонцев перешла от «Каталонского центра» к «Лиге», которая во время «Цветочных игр» 1888 года представила королеве-регенту второй меморандум, в котором, помимо прочего, они просили «вернуть каталонскому народу его свободные и независимые суды», ввести добровольную военную службу, «сделать каталонский язык официальным в Каталонии», ввести обучение на каталонском языке, создать каталонский верховный суд и чтобы король «присягнул в Каталонии на верность основным конституциям».

#### Страна Баскаков
Противодействие окончательной отмене баскских фуэро в 1876 году, после окончания Третьей карлистской войны, стало движущей силой развития регионализма в Стране Басков. Председатель правительства Кановас дель Кастильо пытался достичь соглашения о «формальном порядке» с либеральными фуэрос, которое ожидалось с момента принятия закона о конфирмации фуэрос в 1839 году, но когда ему это не удалось, он в конечном итоге ввел его посредством закона этот закон был одобрен Кортесами 21 июля 1876 года и считался тем, который упразднил баскские фуэрос, но на самом деле ограничивался отменой налоговых и военных льгот, которыми до этого пользовались Алава, Гипускоа и Бискайя, поскольку они были несовместимы с принципом «конституционного единства» — Конституцией 1876 года. Однако Кановас хотел достичь соглашения с «идущими на компромисс» фуэрос, которое способствовало бы полному умиротворению Страны Басков, поэтому он добился, чтобы закон включал в себя разрешение правительству провести реформу остальной части старого форального режима — при поддержке пострадавших провинций — Это было воплощено два года спустя в декретах о режиме экономических соглашений 1878 года, которые подразумевали финансовую автономию Страны Басков — три баскские депутации должны были собирать налоги и передавать их часть [«квоту»] в центральное казначейство, — которой Наварра уже пользовалась.
Соглашение, достигнутое с «компромиссными» фуэрос, было отвергнуто «непримиримыми» фуэрос, которых не устраивали экономические соглашения. Так возникли Ассоциация басков Наварры, основанная в Памплоне в 1877 году, самым выдающимся деятелем которой был Артуро Кампион, и Общество басков Бильбао, основанное в 1880 году с Фиделем Сагарминагой в качестве президента. Наваррские эускаро выступали за формирование баскско-наваррского фуэристического блока, несмотря на разногласия между карлистами и либералами, и приняли в качестве своего девиза «Диос и фуэрос», такой же, как у эускалерриаков Бильбао, которые, как и эускаро, также защищали баскско-наваррский союз.

#### Галисия
В Галисии в период с 1885 по 1890 год, параллельно с тем, что происходило в Каталонии, провинциализм, зародившийся в 1840-х годах в рядах прогрессивистов и основанный на предполагаемом кельтском происхождении населения Галисии, к которому добавились собственный язык и культура, получившие новую оценку в эпоху Галисийского возрождения, превратился в регионализм. К этой позиции защиты «общих интересов Галисии» и «галисийской политики» пришли люди из разных сфер, что привело к существованию трёх течений в зарождающемся галисийстве: либерального, прямого наследника прогрессивного провинциализма, главным идеологом которого был Мануэл Мургия; другого, федералистского, менее влиятельного; и третьего, традиционалистского, во главе с Альфредо Бранасом. Эти три тенденции объединились в начале следующего десятилетия в создании первой галисийской организации — Галисийской ассоциации регионалистов, которая, тем не менее, за несколько лет своего существования (1890–1893) практически не проявляла политической активности, в основном из-за существовавшего напряжения между традиционалистами и либералами, особенно острого в Сантьяго-де-Компостела.

### «Аграрная депрессия»: свободные торговцы против протекционистов

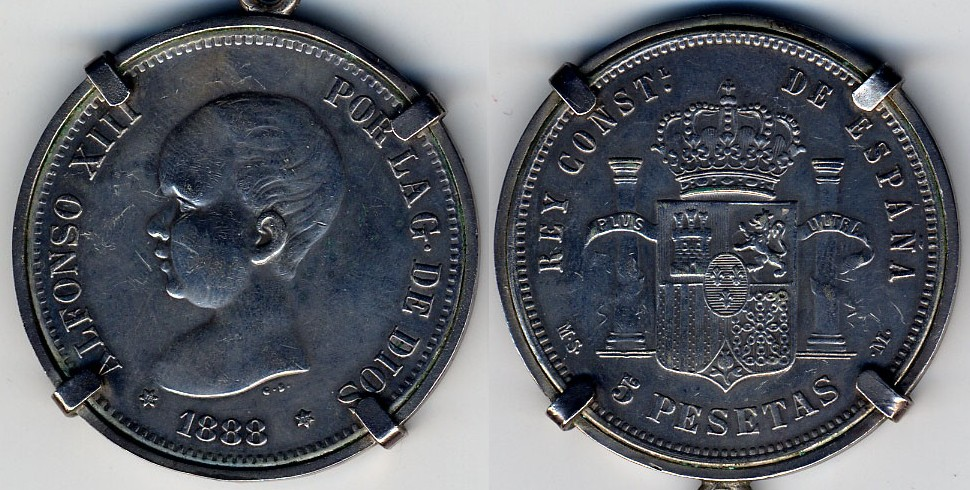
Монета номиналом 5 песет, отчеканенная в 1888 году, с изображением Альфонсо XIII в возрасте двух лет.

В середине 1880-х годов в Испании ощущались последствия европейской «аграрной депрессии», которая началась в середине предыдущего десятилетия и характеризовалась падением производства и цен из-за поступления сельскохозяйственной продукции из «новых стран» — Аргентины, США, Канады, Австралии — с более низкими производственными затратами и значительно сокращёнными транспортными расходами благодаря развитию пароходства. «Сельскохозяйственная депрессия» затронула в первую очередь зерновой сектор, сосредоточенный в Кастилии, поскольку экспорт сократился, хотя она повлияла и на другие отрасли, такие как производство сахарной свёклы или мяса. Например, животноводство в Галисии потеряло зарубежные рынки сбыта в Великобритании.

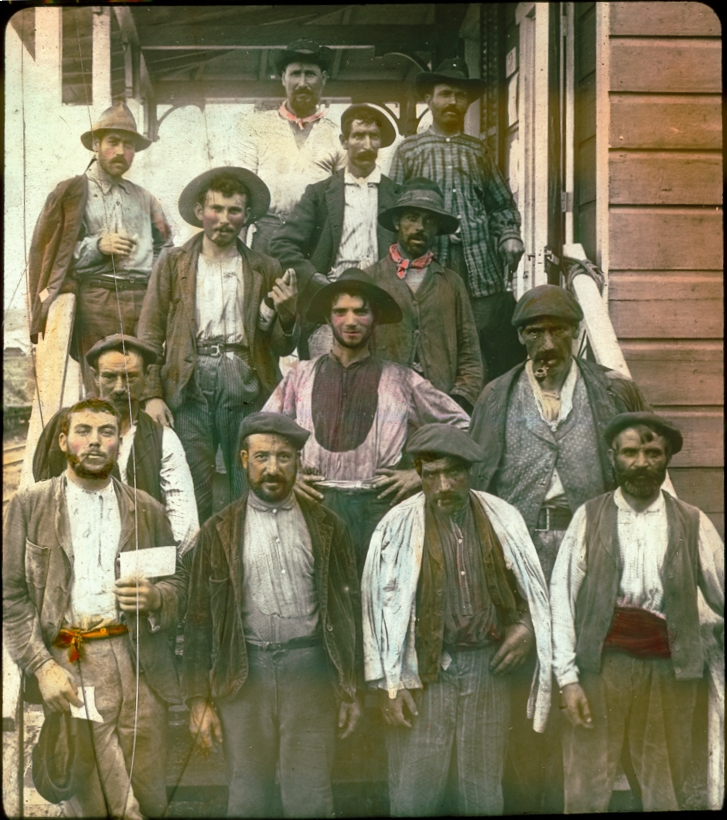
Испанские рабочие на строительстве Панамского канала (ок. 1900)

В результате аграрного кризиса заработная плата подёнщиков оставалась на прежнем уровне — в период с 1870 по 1890 год средняя заработная плата составляла одну песету в день за обычную работу и немного больше во время сбора урожая, что было значительно ниже заработной платы в сельском хозяйстве в Европе. Многие мелкие землевладельцы и фермеры-арендаторы обанкротились, многие из них предпочли эмигрировать. Таким образом, из 725 000 человек, эмигрировавших в период с 1891 по 1900 год в Южную Америку — преимущественно в Аргентину, Уругвай и Бразилию, а также на Кубу, — 65% были фермерами. В период с 1882 по 1889 год в среднем ежегодно эмигрировало 62 305 человек, а в период с 1890 по 1903 год — 59 072 человека.
В 1887 году кастильские производители зерновых, особенно пшеницы, сформировали Аграрный союз, чтобы оказать давление на правительство и заставить его принять протекционистские меры, которые уже были согласованы с другими европейскими странами, и сохранить внутренний рынок для местных зерновых культур, даже в ущерб потребителям, которым пришлось бы платить больше и тратить большую часть своего дохода на покупку продуктов питания, что в долгосрочной перспективе замедлило бы индустриализацию. К протекционистской кампании присоединились каталонские текстильные промышленники, которых сильно затронула аграрная депрессия, поскольку она привела к падению их продаж. Таким образом, был сформирован общий кастильско-каталонский фронт, который был официально оформлен проведением в Барселоне в 1888 году Национального экономического конгресса. В следующем десятилетии к нему присоединились баскские металлургические предприятия. В том же году в Вальядолиде прошла массовая демонстрация и митинг, за которыми последовали митинги в Севилье, Гвадалахаре, Таррагоне и Боржас-Бланкас (Лерида). А в январе 1889 года Аграрный союз провёл своё II собрание.
Во главе Аграрного союза стоял Герман Гамасо, министр заморских территорий в правительстве Сагасты, хотя его действия в большей степени отвечали интересам возглавляемой им фракции «политических друзей», чем давлению землевладельцев-аграриев, объединившихся в Союз. Это объясняет, почему «геймацисты» не поддерживали протекционистское движение до лета 1888 года, несмотря на то, что оно зародилось гораздо раньше, и использовали его в политической борьбе с Сагастой, которую вели различные либеральные фракции. Они положили этому конец, когда летом следующего года попытались договориться с Сагастой.
Таким образом, борьба за протекционизм и свободную торговлю спровоцировала напряженность в правительстве Сагасты, поскольку большинство его членов, во главе с государственным министром Сегизмундо Моретом, по-прежнему придерживались протекционистской политики, оставались верны политике свободной торговли, которой традиционно придерживались либералы — фактически, это было первое правительство Сагасты, которое в 1881 году отменило приостановку тарифной реформы Лауреано Фигуэролы, утвержденной в 1869 году во время «демократического шестилетия», которая предусматривала постепенный демонтаж всех тарифных барьеров. Однако либералы постепенно пересматривали свои предложения о свободной торговле, начиная с самого Морета, пока не приняли «прагматичный третий путь», который заключался в том, чтобы не повышать тарифы и в то же время не применять снижение тарифов, предусмотренное Пятой базой тарифа Фигеролы.

## 1890–1895: Стабилизация политического режима Реставрации
Первая половина последнего десятилетия XIX века была периодом «полномасштабного» политического режима Реставрации, установленного Антонио Кановасом дель Кастильо после «демократического шестилетия». После этих пяти лет относительной стабильности, в течение которых отношения между консерваторами и либералами нормализовались, режиму пришлось столкнуться с «несколькими проблемами, которых не было в его политической повестке: рабочий вопрос, кристаллизация периферийного национализма и, наконец, сам колониальный вопрос, который привёл сначала к освободительной войне на Кубе, а затем к испано-американской войне, поражение в которой ознаменовало последний кризис века».

### 1890-1892: Консервативное правительство Кановаса дель Кастильо
Как только его программа реформ была завершена принятием всеобщего (мужского) избирательного права, Сагаста сменил Кановаса дель Кастильо, который сформировал правительство в июле 1890 года, всего через несколько дней после того, как закон был принят парламентом. По-видимому, непосредственной причиной изменений стала угроза Франсиско Ромеро Робледо обнародовать некоторые документы о концессии на строительство железной дороги на Кубе, в которой была замешана его жена: «Кубинский правитель заплатил более 40 000 золотых песет за документы, которые несколько месяцев спустя были уничтожены Море». Скандал с мадридской тюрьмой Cárcel Modelo, находившейся в руках либералов, а также с городским советом столицы, также оказал влияние, когда в результате расследований, проведённых по поводу преступления на улице Фуэнкарраль, стало известно, что заключённые свободно входили и выходили из тюрьмы. Депутат-консерватор Франсиско Сильвела обвинил правительство в том, что оно не смогло «сделать тюрьмы обязательными для тех заключённых, у которых были средства на телефонную связь».
Новое правительство не стало вносить изменения в реформы, проведённые либералами. Это было подтверждено в послании регента на открытии Кортесов, избранных в 1891 году: «Правительство не намерено представлять на ваше рассмотрение какие-либо политические и правовые реформы, которые, проведённые в первые дни регентства, представляют собой правовое государство, достойное уважения».
Таким образом, по словам Суареса Кортины, «основная черта Кановасовской системы была закреплена: либеральные достижения уважались консерваторами, так что режим укреплялся на основе баланса между сохранением и прогрессом». По этой причине именно правительство Кановаса председательствовало на первых выборах, проведённых на основе всеобщего избирательного права в феврале 1891 года, на которых снова сработала система фальсификаций и консерваторы получили подавляющее большинство в Конгрессе депутатов (253 места против 74 у либералов и 31 у республиканцев). Кановас уже заявил, что не боится «практического применения» всеобщего избирательного права, несмотря на то, что число избирателей увеличилось с 800 000 до 4 800 000.

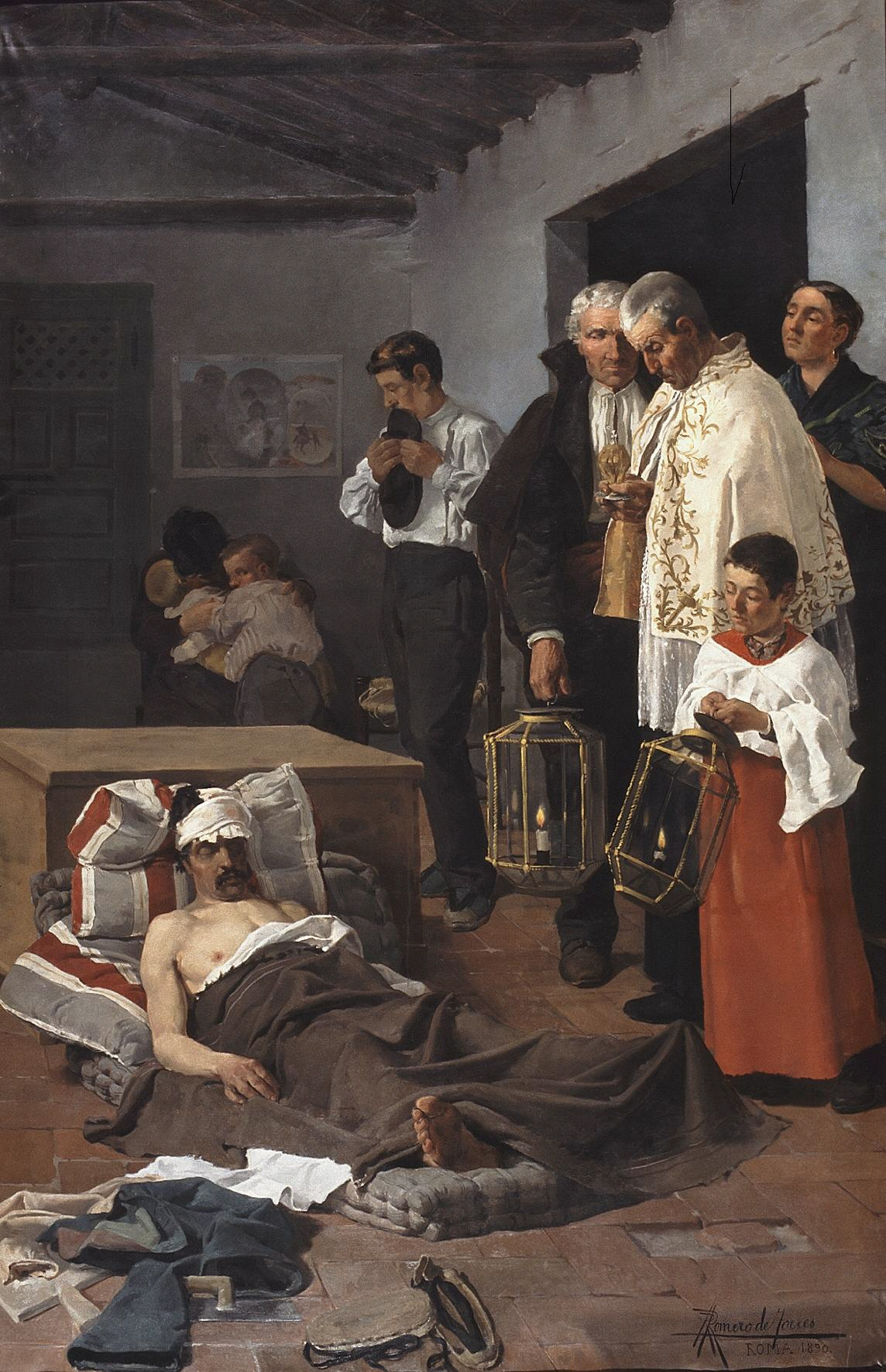
«Раненый каменщик» или «Последние таинства» (1890), Рафаэль Ромеро де Торрес. Эта картина показывает, как идеологические круги, выступавшие против государственного вмешательства, подходили к социальному вопросу и который, в частности, осудил президент правительства Кановас дель Кастильо.

Правительство Кановаса дель Кастильо объявило, что после завершения политических и правовых реформ оно собирается уделить приоритетное внимание экономическим и социальным вопросам, «разрабатывая режим эффективной защиты для всех отраслей труда» и уделяя особое внимание «всему, что касается интересов рабочего класса», хотя в этом последнем вопросе не было достигнуто никакого прогресса из-за противодействия, с которым столкнулись попытки принять первые социальные законы даже в рядах самой консервативной партии.

Так, например, депутат Альберто Бош-и-Фустегераш из фракции Ромеро Робледо высказался против ограничения рабочего времени женщин и детей, приведя следующий аргумент:
Ограничивать работу - самая отвратительная и странная из тираний; ограничивать труд ребенка - значит препятствовать техническому образованию и самообразованию; ограничивать работу женщин...даже для того, чтобы помешать матери принести самую прекрасную жертву...жертва, необходимая в некоторых случаях для поддержания домашнего хозяйства семьи.
Когда в конце 1890 года президент Кановас дель Кастильо выступил в мадридском «Атенео де Мадрид» с речью о необходимости государственного вмешательства для решения социального вопроса, сославшись на недостаточность моральных принципов — благотворительности богатых и смирения бедных, — католический ученый-традиционалист Хуан Мануэль Орти-и-Лара обвинил его в «падая в бездну социализма, нарушая принципы справедливости, которые освящают право собственности», а затем восхвалял «практику нищенства, [которая] не противоречит религии; напротив, религия санкционировала ее... и облагораживает ее. [...] Зрелище попрошайничества... [поощряет] христианский дух».
Наиболее важной мерой, принятой правительством, был так называемый Закон Аранселя Канова 1891 года, который отменил закон о свободной торговле Аранселя Фигеролы 1869 года и ввел жесткие протекционистские меры для испанской экономики, которые были дополнены принятием в следующем году Закона о коммерческих отношениях с лас-Антильяс (Закон о коммерческой деятельности).. С помощью этого тарифа правительство удовлетворило потребности определенных секторов экономики — кастильского зернового хозяйства; каталонской текстильной промышленности — в дополнение к присоединению к международной тенденции в пользу протекционизма в ущерб свободной торговле. Кановас объяснил отказ от свободной торговли в брошюре под названием «Как я стал доктринальным протекционистом», в которой он оправдывал это скорее испанскими националистическими соображениями, чем экономическими.

### Возникновение каталонского и баскского национализма
В 1892 году, когда правительство Канова организовало мероприятия по празднованию IV столетия открытия Америки, произошли два события, имевшие огромное значение для будущего: недавно созданный Каталонский союз, первая полностью политическая организация каталонского национализма, утвердил Основы де Манреса, основополагающий документ политического каталонизма; и публикация книги Сабино Араны «Бискейцы за свою независимость», основополагающего документа баскского национализма.

#### Каталонский национализм: Каталонский союз и Основы Манресы
В 1891 году Лига Каталонии предложила создать Каталонский союз, который сразу же получил поддержку каталонских организаций и газет, а также отдельных лиц — в отличие от того, что произошло четырьмя годами ранее с неудавшимся Большим каталонским региональным советом, предложенным Бернатом Торрохой, президентом Каталонской ассоциации Реуса, который должен был объединить президентов каталонских организаций и редакторов соответствующих газет. В марте 1892 года Лига провела своё первое собрание в Манресе, на котором присутствовали 250 делегатов, представлявших около 160 населённых пунктов. На этом собрании были одобрены «Основы каталонской региональной конституции», более известные как «Основы Манресы», которые часто называют «основополагающим документом политического каталонства», по крайней мере, консервативного.
«Основы» — это автономистский проект, вовсе не выступающий за независимость, традиционный и корпоративистский по своей природе. Структурированные в виде семнадцати статей, они отстаивают возможность модернизации гражданского права, исключительное использование каталанского языка в официальных документах, резервирование для коренных жителей государственных должностей, в том числе военных, комарку как основную административную единицу, исключительный внутренний суверенитет, выборные суды, высший апелляционный суд, расширение муниципальных полномочий, добровольную военную службу, орган общественного порядка и собственную валюту, а также образование, учитывающее специфику Каталонии».

#### Баскский национализм: Сабино Арана и основание Национальной национальной партии
В 1892 году Сабино Арана Гоири публикует книгу «Бискейцы за свою независимость», которая является основополагающим документом баскского национализма. Арана родился в 1865 году в элизате Абандо, который в конце XIX века был присоединен к Бильбао, в буржуазной католической семье карлистов. В Пасхальное воскресенье 1882 года, когда ему было 17 лет, он «перешёл» от карлизма к баскскому национализму благодаря своему брату Луису Аране, который убедил его в этом. В 1932 году Баскская националистическая партия отметила этот факт как первый День баскской родины. «С тех пор Сабино посвятил себя изучению баскского языка (которого он не знал, так как в его семье говорили по-испански), истории и законов (фуэрос) Бискайи, что укрепило его в убеждении, которое открыл ему брат Луис: Бискайя не была Испанией».

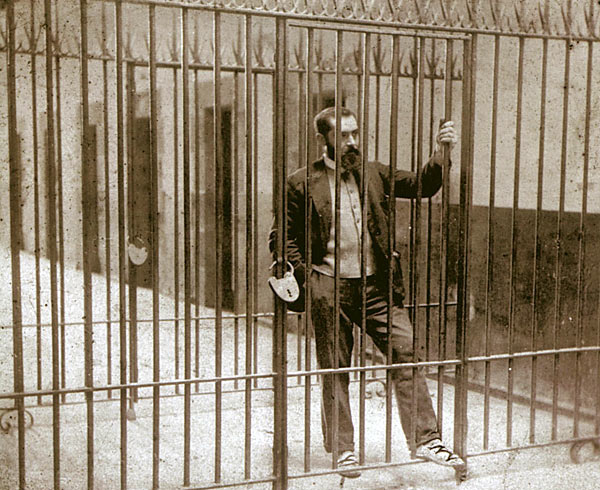
Сабино Арана в тюрьме, 1895 год

Его политическая доктрина была изложена в июне следующего года в речи в Ларрасабале, которую он произнёс перед группой «эускалериакос» фуэристов во главе с Рамоном де ла Сотой. В ней он объяснил, что политическая цель книги «Бискийцы за свою независимость» состояла в том, чтобы пробудить национальное самосознание бискайцев, поскольку не Испания была для них родиной, а Бискайя, и он принял лозунг Jaun-Goikua eta Lagi-Zarra (JEL, «Бог и старый закон»), ставший основой его националистической программы. В том же 1893 году он начал издавать газету «Бискейтарра», в которой объявил себя «анти-либералом» и «анти-испанцем». За последнее, в чём он придерживался очень радикальных взглядов, он провёл полгода в тюрьме, а выпуск газеты был приостановлен. В 1894 году Арана основал «Эускельдун Бацокию», первую бацокию, очень закрытый националистический и католический фундаменталистский центр, в котором из-за жёстких условий приёма было всего сто членов. Она также была закрыта правительством, но стала зародышем Баскской националистической партии (Eusko Alderdi JELtzalea, EAJ-PNV), тайно основанной 31 июля 1895 года — в день святого Игнатия Лойолы, которым восхищался Арана. Два года спустя Арана принял неологизм «Эускади» — страна эусков, или басков, — поскольку ему не нравилось традиционное название «Эускалеррия» — народ, говорящий на эускере.
Предложение баскского националиста Сабино Араны основывалось на следующих идеях:
- «Органическо-историческая» (или «эссенциалистская») концепция баскской нации — нации всегда существовали независимо от воли своих жителей — чьё «существование» определяется католической религией и баскской расой — идентифицируемой по фамилиям, а не по месту рождения, отсюда и требование иметь первые четыре баскские фамилии, чтобы быть членом первого бацоки, хотя позже Баскская националистическая партия сократила их до одной — а не баскский язык — в чём она заметно отличалась от каталонского национализма, важнейшей чертой идентичности которого был язык. «Если бы нам пришлось выбирать между Бискайей, населённой макетосами, которые говорили только по-баскски, и Бискайей, населённой бискайцами, которые говорили только по-испански, мы бы без колебаний выбрали последнюю, потому что бискайское вещество с экзотическими примесями, которые можно устранить и заменить натуральными, предпочтительнее экзотического вещества с бискайскими свойствами, которые никогда не изменятся», — написал Сабино Арана в своей статье 1894 года «Ошибки каталонцев».
- Католический интегрализм и провиденциализм, которые привели его к отказу от либерализма, поскольку он «уводит нас от нашей конечной цели, которой является Бог», и, следовательно, к требованию независимости от либеральной Испании и, таким образом, к достижению религиозного спасения баскского народа. «Бискейя, зависящая от Испании, не может обратиться к Богу, не может быть католической на практике», — утверждал он и поэтому провозгласил, что его призыв к независимости «был услышан ТОЛЬКО БОГОМ».
- Баскский народ считается враждебным по отношению к испанскому народу — они принадлежат к разным «расам», — поскольку они были врагами с древних времён. Бискайя, как и Гипускоа, Алава и Наварра, всегда боролась за свою независимость от Испании, которой они добились, когда у «испанских» королей не осталось иного выбора, кроме как предоставить им привилегии. С тех пор, по словам Араны, четыре территории были независимы от Испании и друг от друга, пока в 1839 году фуэрос не были подчинены испанской Конституции, потому что, по словам Араны, в отличие от сторонников фуэрос, баскские фуэрос и испанская Конституция были несовместимы. «В 1839 году Бискайя окончательно перешла под власть Испании. Наша родина Бискайя, которая была независимым государством со своей властью и правами, в тот день стала испанской провинцией, частью самой униженной и презренной нации в Европе», — писал Арана в 1894 году.
- Баски — народ, определяемый по расовому, а не по языковому или культурному признаку, — «выродились» в ходе длительного процесса, кульминацией которого в XIX веке стало исчезновение фуэро. В этом процессе испанские иммигранты, которые прибыли — "вторглись", по словам Араны, в Страну Басков, чтобы работать на ее шахтах и фабриках — макетос — виноваты во всех бедах: в исчезновении традиционного общества с индустриализацией, отсюда изначальный антикапитализм и идеализация Араны о сельском мире: «Пусть Бискайя будет бедной и у нее не будет ничего, кроме полей и скота, и тогда мы будем патриотами и счастливыми», — и о ее культуре, основанной на католической религии, с появлением современных антирелигиозных идей, таких как «безбожие, всякого рода безнравственность, богохульство, преступность, свобода мысли, неверие, социализм, анархизм. ...» — и упадок баскского языка.
- Единственный способ положить конец «вырождению» баскской расы — восстановить независимость от Испании, вернувшись к ситуации, существовавшей до 1839 года. По мнению Араны, главное — потребовать отмены закона 1839 года, а не закона 1876 года. После обретения независимости должна была быть образована Конфедерация баскских государств, в которую вошли бы бывшие форальские территории по обе стороны Пиренеев: Бискайя, Гипускоа, Алава и Наварра на юге; Бенабарра, Лабурд и Субероа на севере. Эта конфедерация, которую он назвал Эускади, должна была основываться на «единстве расы, насколько это возможно», и на «католическом единстве», то есть в неё должны были входить только баски по расе и католики по вероисповеданию, исключая не только иммигрантов-мачете, но и басков с либеральной, республиканской или социалистической идеологией.

### 1893–1895: Падение консерваторов и возвращение либералов. Анархистский терроризм
В консервативном правительстве Кановаса сосуществовали две противоположные тенденции консерватизма, представленные Франсиско Ромеро Робледо, который вернулся в ряды Консервативной партии после неудачного опыта сотрудничества с Либерально-реформистской партией, и Франсиско Сильвелой. Первый олицетворял «доминирование клиентелистских практик, манипулирование выборами и торжество грубого прагматизма», а второй представлял «консервативный реформизм», который стремился «восстановить престиж закона и пресечь все злоупотребления и нарушения». Президент Кановас дель Кастильо склонялся к «прагматизму» Ромеро Робледо в условиях новой ситуации, сложившейся после введения всеобщего избирательного права, поэтому Сильвела покинул правительство в ноябре 1891 года, и его уход спровоцировал величайший внутренний кризис в истории Консервативной партии.
В декабре 1892 года дело о коррупции в городском совете Мадрида спровоцировало кризис в правительстве Кановаса, который регент разрешил, снова назначив Сагасту. В ходе дебатов в Конгрессе разрыв между Кановасом и Сильвелой достиг апогея, когда последний упомянул об обязанности «терпеть начальника», что вызвало гневную реакцию первого. Сагаста, следуя традициям кановской системы, добился указа о роспуске парламента и назначении новых выборов, чтобы получить широкое большинство для поддержки нового правительства. Выборы состоялись в марте 1893 года, и, как и следовало ожидать, они стали оглушительным триумфом кандидатов от правительства (либералы получили 281 депутата против 61 у консерваторов, которые разделились между кановистами (44) и сильвелистами (17), а также карлистами (7), республиканцами-позитивистами (14) и республиканцами-юнионистами (33).
Сагаста сформировал правительство, названное «правительством знати», потому что в него вошли все лидеры фракций либеральной партии, в том числе генерал Лопес Домингес, вернувшийся в их ряды, и республиканские поссибилисты Эмилио Кастельяна, которых Кановас заставил публично отречься от республиканской веры под давлением Мельчора Альмагро. Сагасте пришлось приложить усилия, чтобы примирить «правые» и «протекционистские» позиции Германа Гамасо с «левыми» и «сторонниками свободной торговли» Сегисмундо Морета. Гамасо, возглавлявший Министерство финансов, предложил сбалансировать бюджет, но его проект был сорван из-за увеличения расходов, вызванного короткой войной в Маргалло, которая проходила вокруг Мелильи с октября 1893 по апрель 1894 года. Причиной войны стал конфликт, возникший из-за строительства форта в районе Сиди-Гуариша, где находились мечеть и кладбище, что рифийцы сочли осквернением. Произошли ожесточённые бои, в которых особенно выделялась осада Фуэрте-де-Кабрерисас-Альтас, где в окружении около 1000 человек испанские войска потеряли 41 человека убитыми и 121 ранеными.
Со своей стороны, министр заморских территорий Антонио Маура, зять Гамасо, начал реформу колониального и муниципального режима на Филиппинах, чтобы предоставить им большую административную автономию — несмотря на противодействие, которое она вызвала у некоторых представителей испанского национализма и церкви, — но потерпел неудачу в своей попытке сделать то же самое на Кубе, потому что реформа показалась Испанскому конституционному союзу слишком прогрессивной, а Кубинской либеральной партии автономистов — недостаточной. Проект был отвергнут парламентом, который назвал его непатриотичным, а министра Мауру даже назвали флибустьером, глупцом и сумасшедшим. Маура и его тесть Герман Гамазо подали в отставку, что привело к серьёзному кризису в правительстве Сагасты.

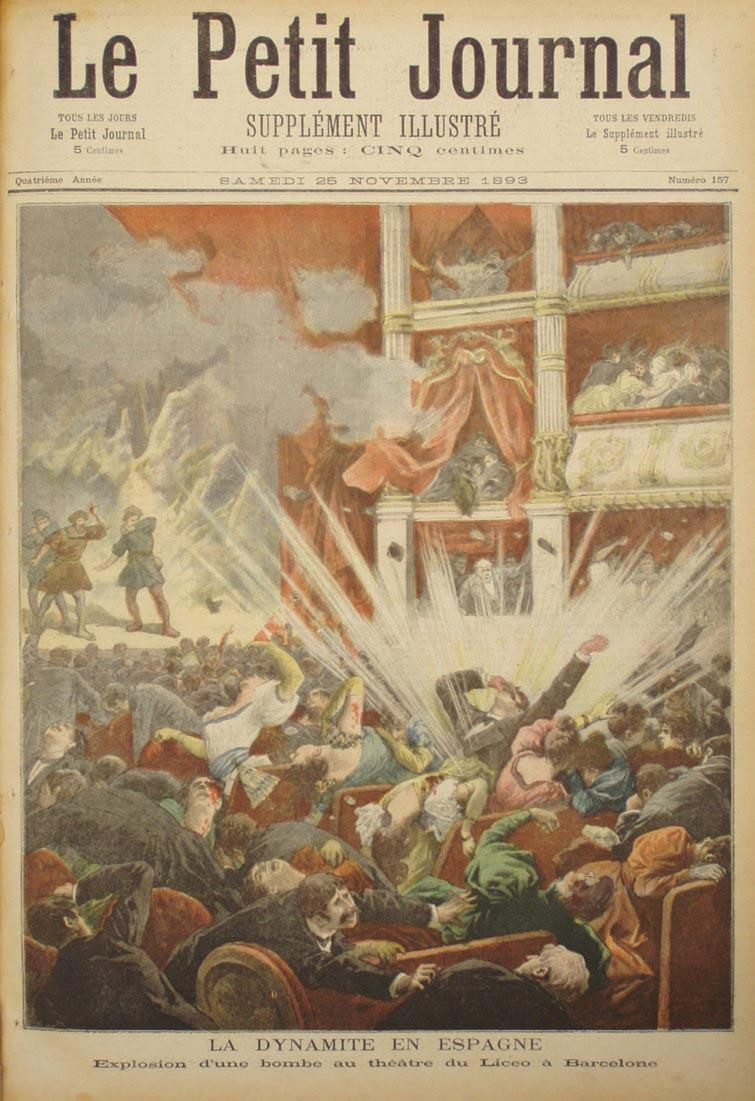
Иллюстрация из журнала Le Petit Journal о взрыве в Лисео, совершенном анархистом 7 ноября 1893 года, в результате которого 22 человека погибли и 35 получили ранения.

Серьезной проблемой, с которой пришлось столкнуться правительству, был анархистский терроризм, оправдываемый его сторонниками как реакция на насилие буржуазного общества и буржуазного государства, которое превращало жизнь многих рабочих в ад, а также как форма протеста против жестоких репрессий полиции. Главным центром анархистского терроризма была Барселона. Первое серьёзное нападение произошло в феврале 1892 года на площади Пласа-Рейаль в Барселоне, в результате чего погиб сборщик мусора и были ранены несколько человек. Первое нападение с явно политической целью произошло 24 сентября 1893 года и было направлено против генерала Арсенио Мартинеса Кампоса, генерал-капитана Каталонии и одной из ключевых фигур Реставрации. Мартинес Кампос был лишь слегка ранен, но один человек погиб, а другие получили различные травмы. Организатор нападения, молодой анархист Паулино Паллас, который был застрелен две недели спустя, оправдывал это тем, что это было возмездием за инциденты, произошедшие полтора года назад в Херес-де-ла-Фронтера, когда в ночь на 8 января 1892 года около 500 крестьян попытались захватить город чтобы освободить нескольких сокамерников, находившихся в тюрьме, а также двух соседей и одного из нападавших, начались массовые репрессии против андалузских рабочих организаций – четверо рабочих были казнены по решению военного трибунала, а еще шестнадцать человек были приговорены к пожизненному заключению; все они заявили, что их признания были получены с помощью пыток. Месть, о которой Паулино Паллас объявил незадолго до того, как его застрелили, свершилась три недели спустя, когда 7 ноября анархист Сантьяго Сальвадор бросил две бомбы в партер театра Лисео в Барселоне. Хотя взорвалась только одна бомба, 22 человека погибли и 35 получили ранения.
В конце концов правительство пало в марте 1895 года, потому что Сагаста ушёл в отставку, отказавшись принять требование генерала Мартинеса Кампоса о том, чтобы журналисты двух газет, редакции которых подверглись нападению со стороны группы офицеров, недовольных опубликованными ими новостями, которые они сочли оскорбительными, предстали перед военным трибуналом. Кановас вернулся на пост президента. За месяц до этого началась война на Кубе.

### 1893–1894: Первая Мелильская кампания

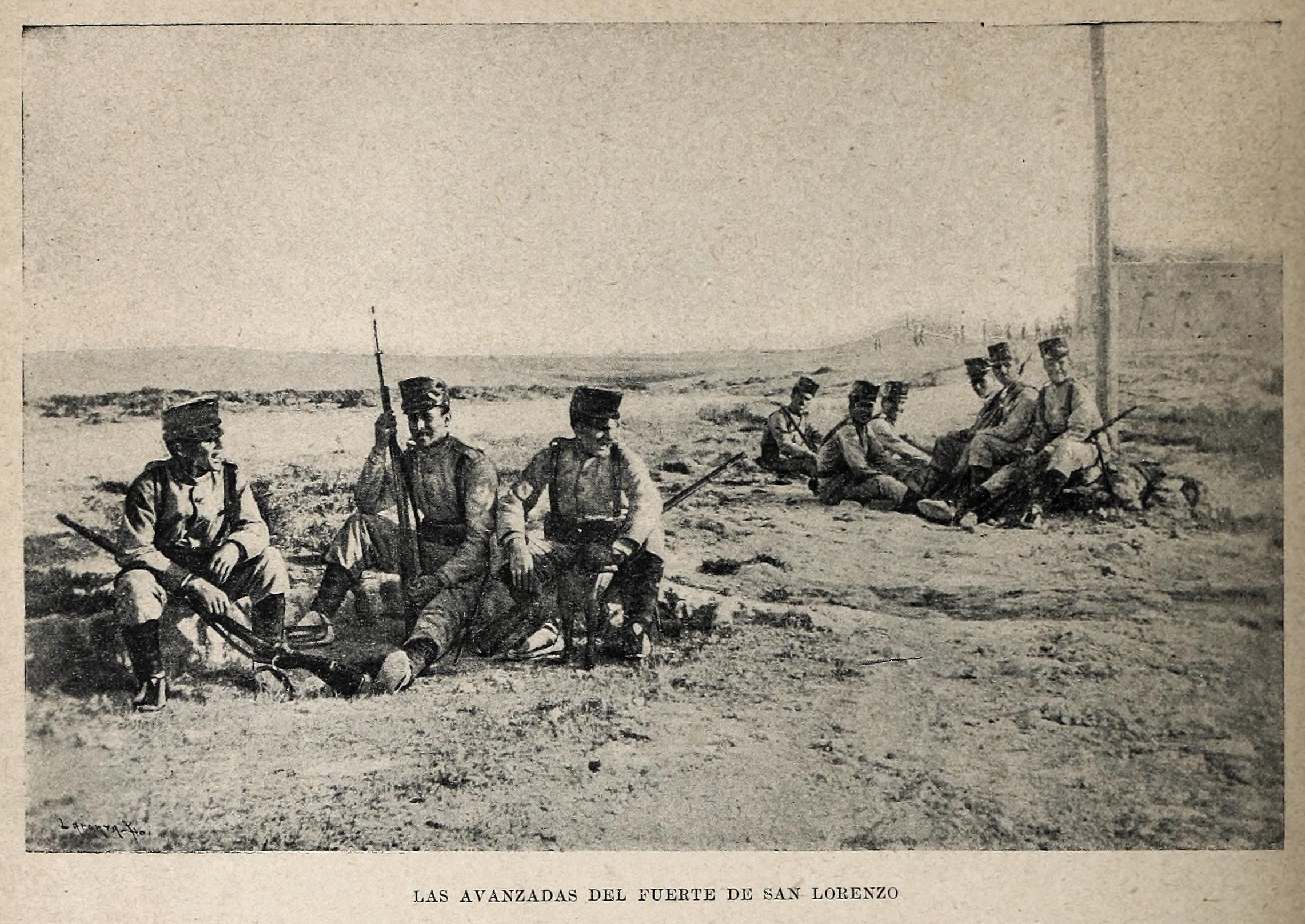
Испанские войска с аванпостов форта Сан-Лоренцо в Мелилье (Бланко-и-Негро, 4 ноября 1893 года)

В 1893 году мусульмане Мелильи выступили против строительства форта Непорочного Зачатия в Сиди-Гуариаче и 3 октября устроили нападение. 1463 солдатам гарнизона Мелильи пришлось противостоять от 8000 до 10 000 мусульман. Министр Хосе Лопес Домингес отправил в качестве подкрепления под командованием генерала Ортеги в общей сложности 350 солдат. Во время контратаки 28 октября губернатор Хуан Гарсия Маргальо погиб у ворот форта Кабрерисас-Альтас. Для поддержки испанских войск с помощью морских бомбардировок был отправлен флот. Впоследствии на полуострове была создана экспедиционная армия под командованием генерал-капитана Арсенио Мартинеса Кампоса численностью 20 000 человек. Эти войска прибыли в Мелилью 29 ноября, оказав сдерживающее воздействие, и боевые действия прекратились. После этого Испания завершила строительство форта. 5 марта 1894 года Мартинес Кампос подписал с султаном Фесский договор, в котором он обязался гарантировать мир в регионе и выплатить Испании 20 миллионов песет.

## 1895–1902: Кризис конца столетия

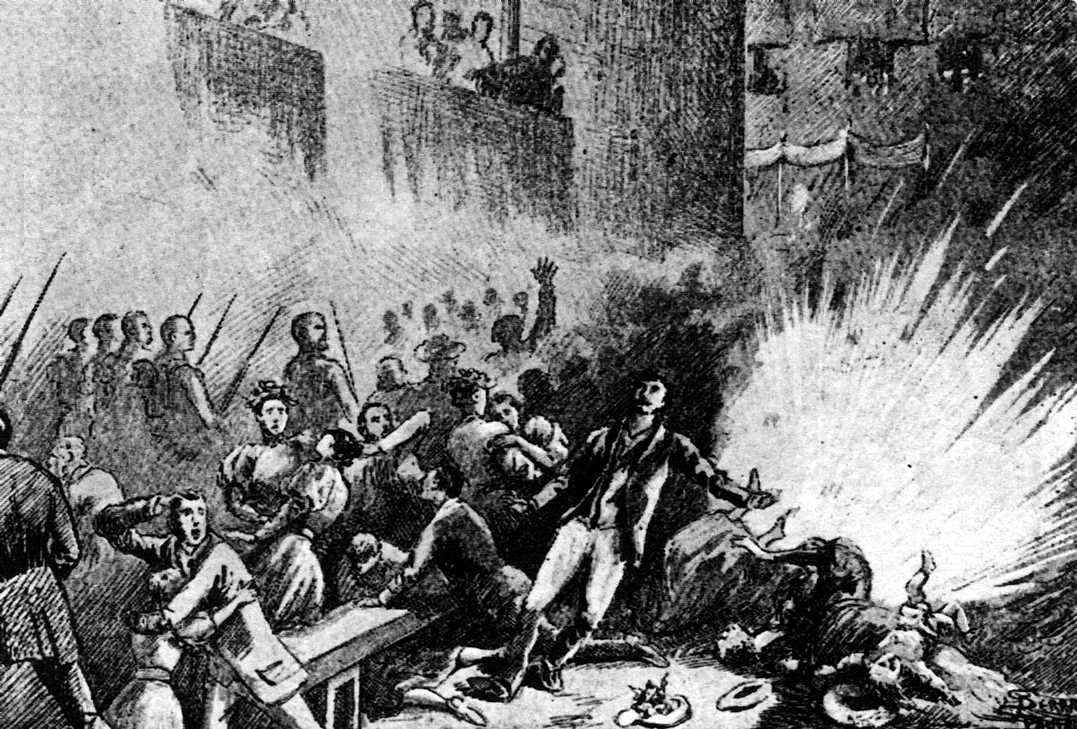
Рисунок, воспроизводящий момент взрыва бомбы во время шествия в честь праздника Корпус-Кристи в 1896 году на улице Канвис-Ноус в Барселоне. Последовавшие за этим репрессии, известные как процесс Монжуика, вызвали волну национальных и международных протестов.

Кризис в конце XIX века был спровоцирован Кубинской войной за независимость, которая началась в феврале 1895 года и закончилась поражением Испании в испано-американской войне 1898 года. Но на внутреннем уровне важную роль сыграл и анархистский терроризм. Самое резонансное нападение произошло в Барселоне 7 июня 1896 года во время прохождения процессии Тела и Крови Христовых по улице Канвис-Нус. Шесть человек погибли на месте, ещё сорок два были ранены. Последовавшие за этим полицейские репрессии были жестокими и неизбирательными и привели к знаменитому процессу Монжуик, в ходе которого 400 «подозреваемых» были заключены в тюрьму в замке Монжуик, где их жестоко пытали — «вырывали ногти, раздавливали ноги прессами, надевали электрические шлемы, тушили сигары о кожу...». Впоследствии несколько военных трибуналов приговорили 28 человек к смертной казни, пятеро из которых были казнены, а 59 других – к пожизненному заключению. 63 были признаны невиновными, но депортированы в Рио-де-Оро. Суд на Монжуике имел большие международные последствия, учитывая сомнения в доказательствах, на которых были основаны обвинительные приговоры, — в основном это были признания подсудимых, полученные под пытками. За этим последовала кампания испанской прессы против правительства и «палачей», в которой выделялся молодой журналист Алехандро Леррус, директор мадридской республиканской газеты El País. Под названием «Infamias de Montjuïc» («Бесчестие Монжуика») он в течение нескольких месяцев публиковал рассказы пытаемых. Кроме того, Леррус совершил пропагандистское турне по Ла-Манче и Андалусии. В этой напряжённой атмосфере протестов против процессов на Монжуике 8 августа 1897 года итальянский анархист Микеле Ангиолилло убил председателя правительства Антонио Кановаса дель Кастильо. Президенту Матео Сагасте пришлось взять на себя управление страной.

### 1895–1898: Война за независимость Кубы
Испанская политика в отношении Кубы после подписания Санхонского договор 1878 года, положившего конец Десятилетней войне, заключалась в её присоединении к метрополии, как если бы она была ещё одной испанской провинцией. Кубе, как и Пуэрто-Рико, было предоставлено право избирать депутатов в Конгресс в Мадриде. Эта политика испанизации, направленная на противодействие кубинскому сепаратистскому национализму, подкреплялась льготами для эмигрантов с Пиренейского полуострова, которые особенно привлекали галисийцев и астурийцев. В период с 1868 по 1894 год на остров прибыло почти полмиллиона человек, в то время как в 1868 году население составляло 1 500 000 человек. Но правительства Реставрации никогда не одобряли предоставление острову какой-либо политической автономии, поскольку считали, что это будет первым шагом к независимости. Бывший либеральный министр по делам заморских территорий выразился так: «К отделению можно прийти разными путями, но уроки истории говорят мне, что по пути автономии нужно идти по железной дороге». Куба считалась «частью территории страны, которую политики должны сохранять в целостности».
Таким образом, они отказались принять предложения Кубинской либеральной автономистской партии, которая, в отличие от Испанского конституционного союза, категорически выступавшего против любых уступок, хотела «мирным и законным путём добиться для острова определённых политических институтов, в которых они могли бы участвовать». Чего они добились, так это окончательной отмены рабства в 1886 году. Тем временем кубинский национализм, выступавший за независимость, продолжал расти, подпитываемый памятью о героях войны и зверствах испанцев во время войны.

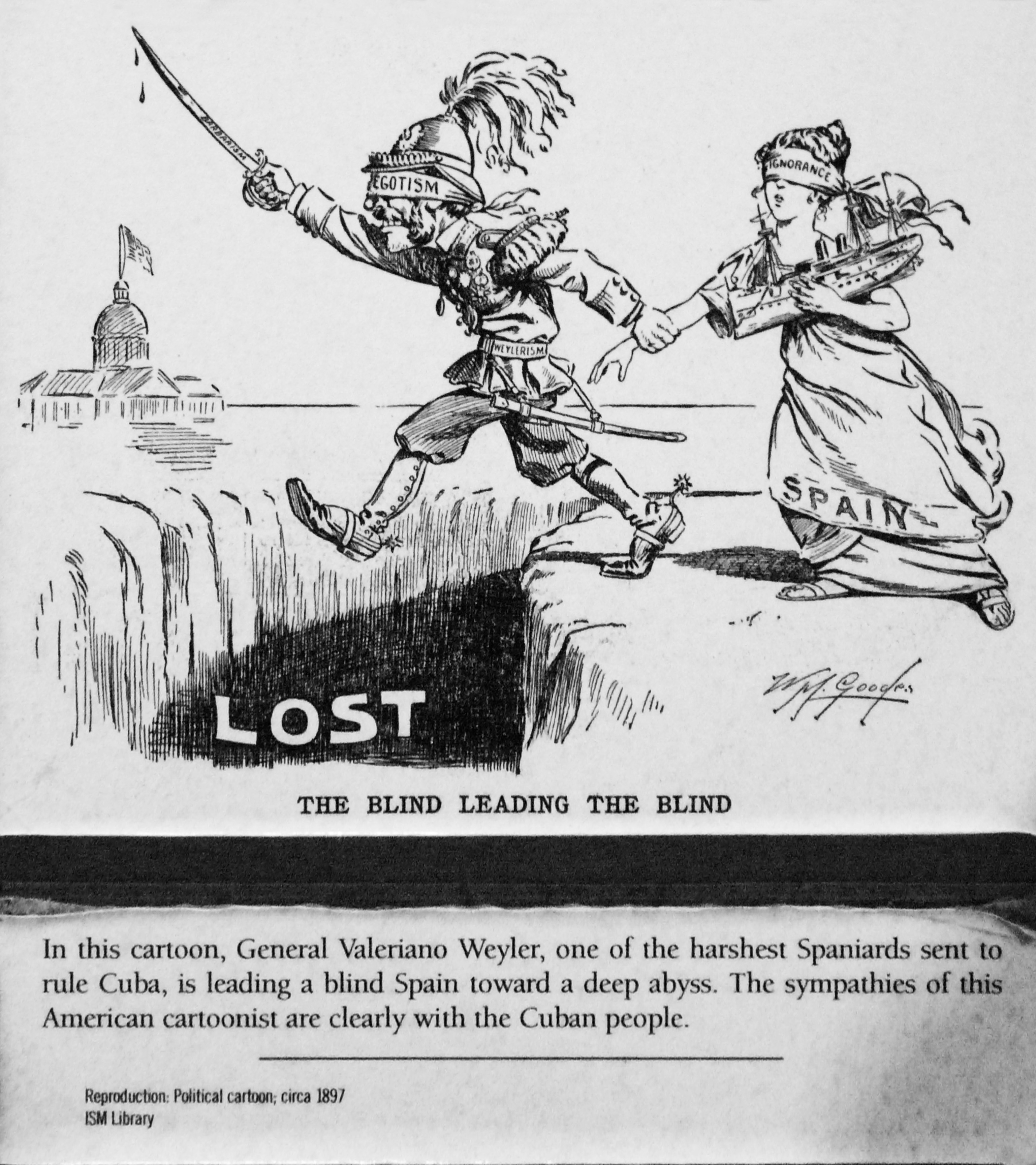
Американская сатирическая карикатура на выступление генерала Валериано Вейлера на Кубинской войне под названием «El ciego que conducte a la ciega» (Слепой мужчина, ведущий слепую женщину).

В последнее воскресенье февраля 1895 года, в день начала карнавала, на Кубе вспыхнуло новое восстание за независимость, спланированное и организованное Кубинской революционной партией, основанной Хосе Марти в Нью-Йорке в 1892 году. Марти погибнет в следующем месяце в столкновении с испанскими войсками. В ответ на это испанское правительство отправило на остров крупный военный контингент — около 220 000 солдат прибудут на Кубу в течение трёх лет. В январе 1896 года генерал Валериано Вейлер отстранил от командования генерала Арсенио Мартинеса Кампоса, который не смог положить конец восстанию, и решил вести войну «до последнего человека и последней песеты». «С новым генерал-капитаном испанская стратегия радикально изменилась. Вейлер решил, что необходимо лишить борцов за независимость поддержки, которую они получали от кубинского общества. По этой причине он приказал сосредоточить сельское население в городах, контролируемых испанскими войсками. В то же время он приказал уничтожить урожай и скот, которые могли служить источником снабжения для противника. Эти меры дали хорошие результаты с военной точки зрения, но ценой очень больших человеческих жертв. Переселённое население, не имея санитарных условий и достаточного питания, начало массово болеть и умирать. С другой стороны, многие крестьяне, которым нечего было терять, присоединились к повстанческой армии». Жестокие меры, применявшиеся Вейлером, оказали большое влияние на международное общественное мнение, особенно в США.
Тем временем в 1896 году на Филиппинском архипелаге началось ещё одно восстание за независимость, возглавляемое филиппинской националистической организацией «Катипунан», основанной в 1892 году. В отличие от Кубы, восстание было подавлено в 1897 году, хотя генерал Полавьеха прибегал к методам, схожим с методами Вейлера: Хосе Рисаль, главный филиппинский интеллектуал-националист, был казнён. В середине 1897 года генерал Полавьеха был отстранён от командования генералом Фернандо Примо де Риверой, который в конце года заключил соглашение с повстанцами.

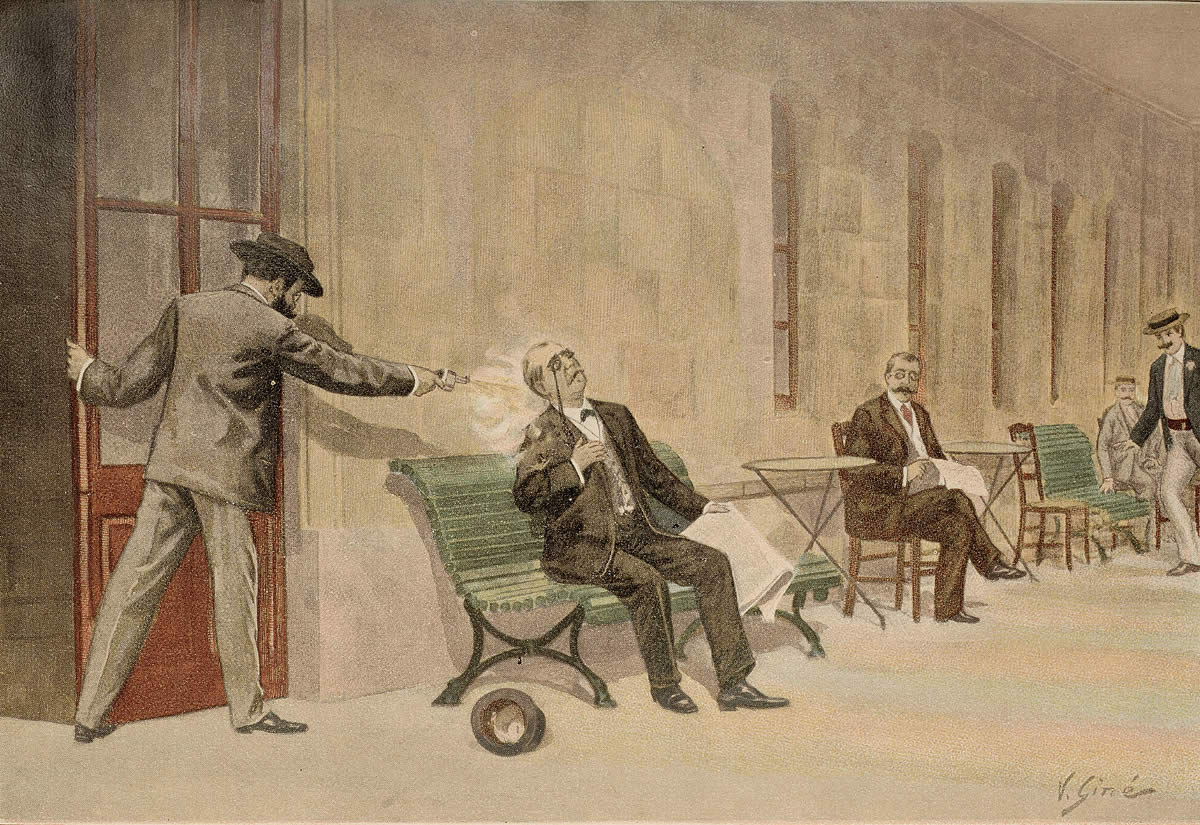
Иллюстрация убийства главы правительства Кановаса дель Кастильо из книги Франческа Пи-и-Маргалля.

8 августа 1897 года Кановас был убит, и Сагасте, лидеру Либеральной партии, пришлось возглавить правительство в октябре, после недолгого правления кабинета под руководством генерала Марсело Аскарраги Пальмеро. Одним из первых его решений было увольнение генерала Вейлера, чья жёсткая политика не приносила результатов, и его место занял генерал Рамон Бланко-и-Эренас. Аналогичным образом, в последней попытке уменьшить поддержку восстания политическая автономия была предоставлена Кубе, а также Пуэрто-Рико, где сохранялся мир, но это произошло слишком поздно, и война продолжилась. С другой стороны, испанская политика на Кубе была сосредоточена на удовлетворении требований США с целью избежать войны любой ценой, поскольку испанские правители осознавали военно-морскую неполноценность Испании, хотя пресса, с другой стороны, проводила антиамериканскую политику по возвышению Испании.

### Испано-американская война

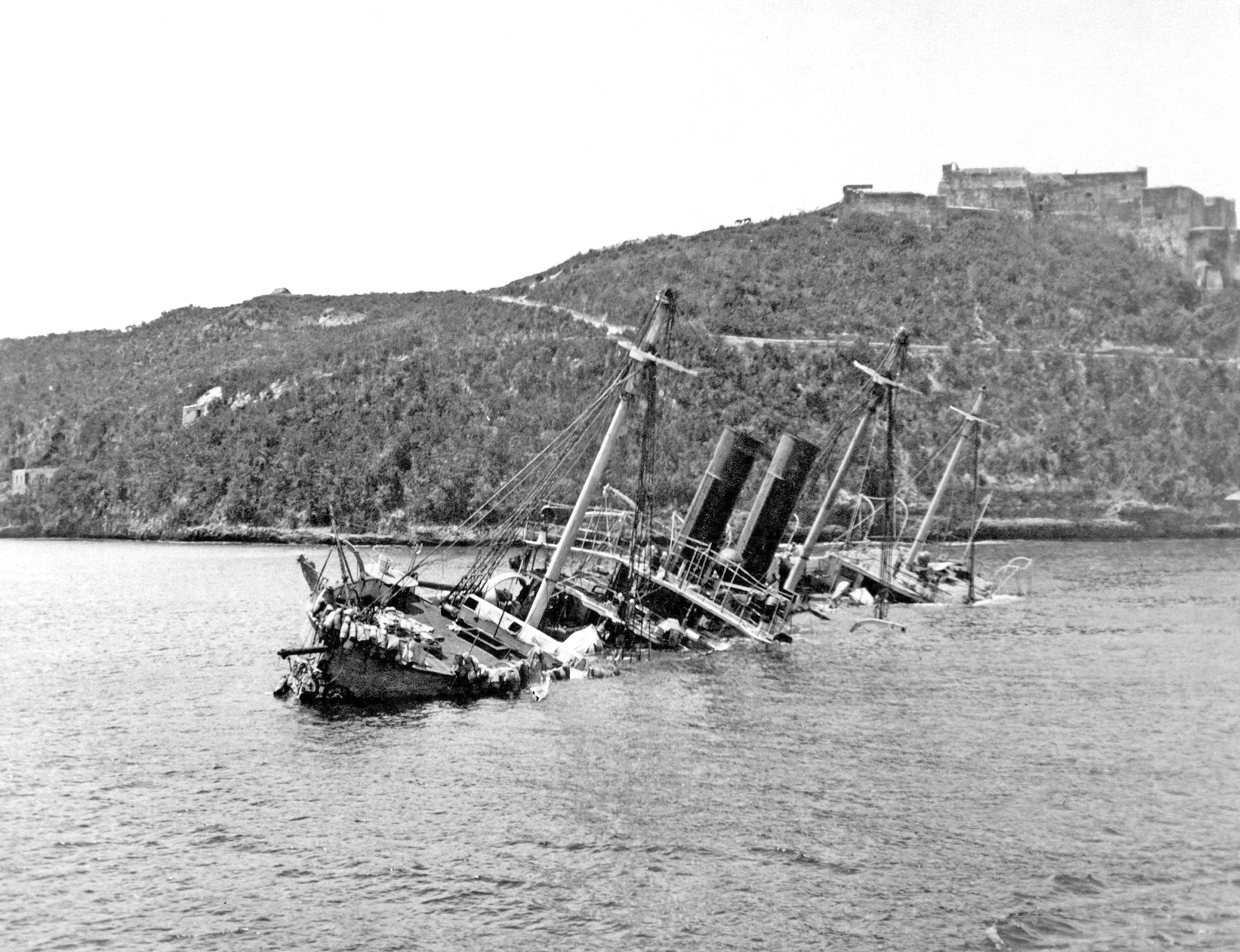
Испанский крейсер «Рейна Мерседес», затонувший у входа в залив Сантьяго-де-Куба.

Помимо геополитических и стратегических причин, интерес Северной Америки к Кубе и Пуэрто-Рико был обусловлен растущей взаимозависимостью их экономик и инвестициями североамериканского капитала; 80% кубинского экспорта сахара уже направлялось в США, а также симпатией к независимости Кубы. это дело вызвало большой резонанс в обществе, особенно после того, как жаждущая сенсаций пресса распространила информацию о жестоких репрессиях, проводимых Вейлером, и инициировала анти-испанскую кампанию с требованием вмешательства североамериканской армии на стороне повстанцев. По словам Суареса Кортины, американская помощь в виде оружия и припасов, поступавшая через кубинскую хунту под председательством Томаса Эстрады Пальмы и Кубинскую лигу, «сыграла решающую роль в предотвращении подчинения кубинских партизан». Американская позиция радикализировалась при президенте-республиканце Уильяме Мак-Кинли, избранном в ноябре 1896 года. Он отказался от автономистского решения, предложенного его предшественником, демократом Гровером Кливлендом, и явно выступал за независимость Кубы или её аннексию. Американский посол в Мадриде сделал предложение о покупке острова, которое было отклонено испанским правительством. Таким образом, предоставление Кубе автономии, одобренное правительством Сагасты, — первый опыт такого рода в современной истории Испании — никак не удовлетворило ни американцев, ни борцов за независимость Кубы, которые продолжили войну. Отношения между США и Испанией ухудшились, когда американская пресса опубликовала перехваченное кубинской разведкой частное письмо испанского посла Энрике Дюпюи де Лома министру Хосе Каналехасу, в котором он назвал президента Мак-Кинли «слабым и популистским политиком, а также политиком, который хочет... хорошо выглядеть среди ура-патриотов своей партии».
В феврале 1898 года американский линкор «Мэн» затонул в порту Гаваны, где он стоял на якоре, в результате взрыва – погибли 264 матроса и два офицера, а два месяца спустя, 19 апреля, Конгресс США принял резолюцию, требующую независимости Кубы и уполномочивающую президента Мак-Кинли объявить войну Испании, что он и сделал 25 апреля. В резолюции Конгресса говорилось, что «народ острова Куба является свободным и имеет на это право, и что США обязаны просить, и, следовательно, правительство США просит, что испанское правительство немедленно откажется от своей власти и господства над островом Куба и выведет с Кубы и кубинских вод свои сухопутные и военно-морские силы». Причины взрыва «Мэн» до сих пор неизвестны, хотя «современные исследования склоняются к тому, что это был несчастный случай, что подтверждает выдвинутый испанской комиссией тезис о том, что взрыв произошёл по внутренним причинам. В официальном американском отчёте, напротив, говорилось о внешних причинах, и это было, по словам Мак-Кинли в послании Конгрессу, «явным и очевидным доказательством невыносимого положения дел на Кубе».
Испано-американская война была непродолжительной, и исход ее был решен на море. 1 мая 1898 года испанская эскадра на Филиппинах была потоплена у берегов Кавите американским флотом, а высадившиеся американские войска заняли Манилу три с половиной месяца спустя. 3 июля то же самое произошло с флотом, отправленным на Кубу под командованием адмирала Серверы, у берегов Сантьяго-де-Куба. Через несколько дней Сантьяго-де-Куба, второй по значимости город на острове, перешёл в руки высадившихся американских войск. Вскоре после этого американцы оккупировали соседний остров Пуэрто-Рико. На Кубе были испанские офицеры, которые выражали «убеждённость в том, что правительство Мадрида намеренно стремилось как можно скорее уничтожить эскадру, чтобы быстро заключить мир».
Что ещё хуже, некоторые из лучших кораблей военно-морского флота, такие как броненосец «Пелайо» или крейсер «Карлос V», не участвовали в войне, несмотря на то, что превосходили свои американские аналоги. Это усилило у некоторых ощущение, что испанское правительство «контролируемо уничтожает» неуправляемые колонии, которые нужно было потерять как можно скорее, чтобы предотвратить крах режима Реставрации (на самом деле, те немногие владения, которые Испания сохранила после этой войны, были проданы в 1899 году Германии). Наконец, в июле испанское правительство обратилось с просьбой о проведении мирных переговоров.
Узнав о гибели двух флотилий, правительство Сагасты обратилось к Франции с просьбой выступить посредником в мирных переговорах с США, которые после подписания Вашингтонского протокола 12 августа начались 1 октября 1898 года и завершились подписанием Парижского мирного договора 10 декабря. Согласно этому договору, Испания признала независимость Кубы и уступила США Пуэрто-Рико, Филиппины и остров Гуам в Марианском архипелаге. В следующем году Испания продала Германии за 25 миллионов долларов последние остатки своей колониальной империи в Тихом океане — Каролинские острова, Марианские острова (за вычетом Гуама и Палау). «Описываемая большей частью историографии как абсурдная и бесполезная, война против США поддерживалась внутренней логикой, заключавшейся в том, что было невозможно сохранить монархический режим, если он не был основан на более чем предсказуемом военном поражении», – говорит Суарес Кортина. Карлос Дарде придерживался той же точки зрения: «Как только началась война, испанское правительство решило, что у него нет другого выхода, кроме как сражаться и проиграть. Они считали, что поражение — неизбежное — предпочтительнее революции — тоже неизбежной. Предоставление «Кубе независимости без военного поражения... означало бы в Испании, скорее всего, военный переворот при широкой народной поддержке и падение монархии, то есть революцию». Глава испанской делегации на мирных переговорах в Париже, либерал Эухенио Монтеро Риос, сказал: «Всё потеряно, кроме монархии». Или, как сказал американский посол в Мадриде, политики из династийных партий предпочли «вероятность войны с неизбежной потерей Кубы свержению монархии».

### «Катастрофа 98-го» и «Регенерационизм»

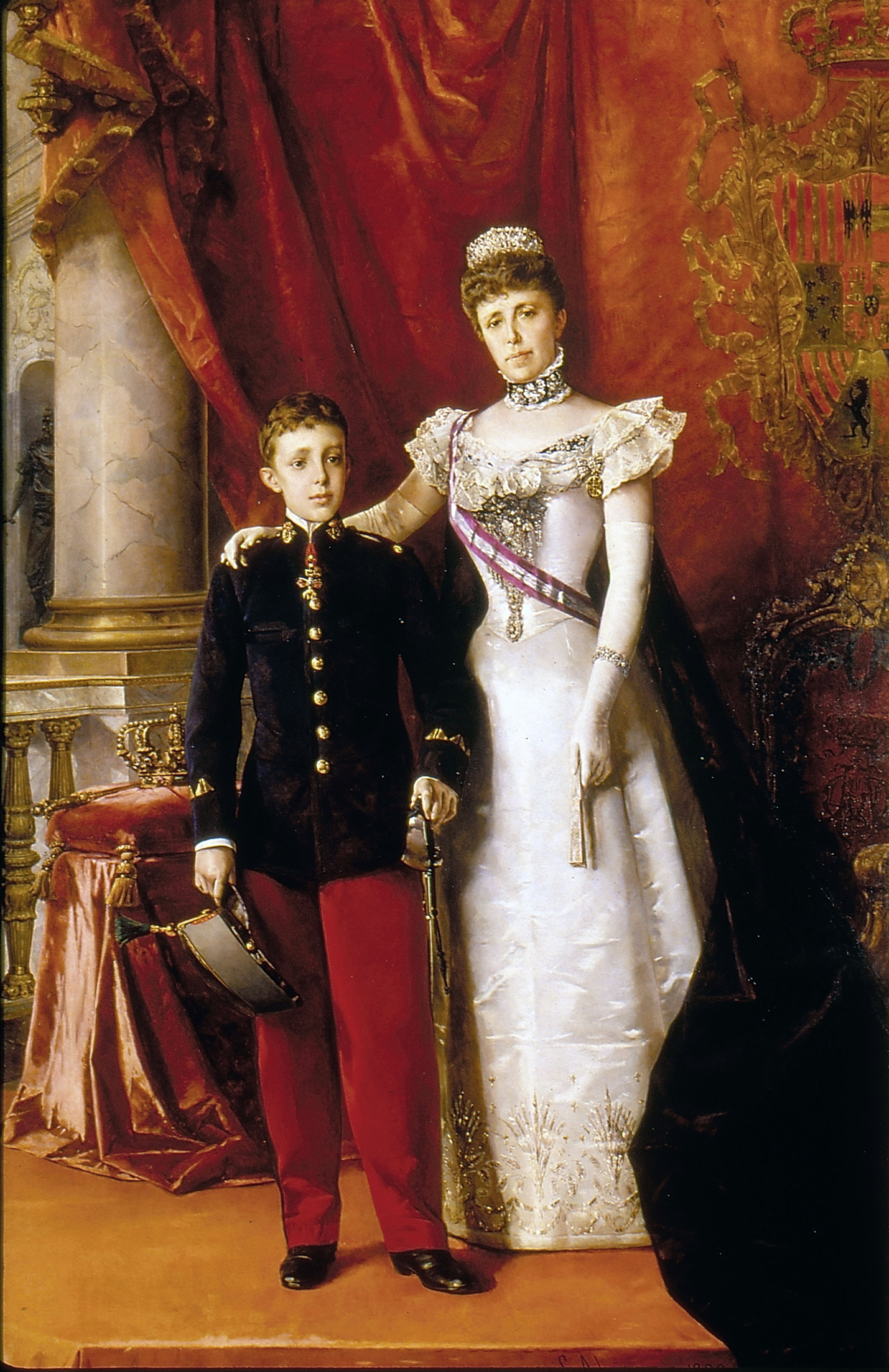
Королева-регент Мария Кристина со своим сыном Альфонсо XII двенадцати лет, 1898 год

После поражения патриотический подъём испанских националистов сменился чувством разочарования, которое усилилось, когда стало известно общее число погибших во время войны: около 56 000 — 2150 солдат и офицеров, убитых в бою, и 53 500 — умерших от различных болезней. Историк Мельчор Фернандес Альмагро, который был ребёнком, когда закончилась война, писал о раненых и искалеченных солдатах, возвращавшихся из колониальной кампании: «Они шли по улицам и площадям, мучительно и неизбежно демонстрируя форму, превратившуюся в лохмотья, с мрачным обилием костылей, рук на перевязи и заплатками на исхудавших лицах».
Однако это чувство не нашло политического выражения, поскольку и карлисты, и республиканцы — за исключением Пи-и-Маргаль, который придерживался антиколониалистских взглядов, — поддерживали войну и проявляли себя как националистические, милитаристские и колониалистские партии. Только социалисты и анархисты остались верны своей интернационалистской, антиколониалистской и антивоенной идеологии, и режиму Реставрации удалось преодолеть кризис.
В первые послевоенные годы набирал силу регенерационизм — течение, которое предлагало «оживить» — возродить — испанское общество, чтобы «катастрофа 1898 года» не повторилась. Это течение в полной мере участвовало в так называемой литературе катастроф, которая зародилась еще за несколько лет до 98-го года — Лукас Маллада опубликовал «Los males de la Patria» в 1890 году – и которая была посвящена размышлениям о причинах, приведших к ситуации «прострации», в которой оказалась испанская нация — о чем свидетельствует тот факт, что Испания потеряла свои колонии, в то время как остальные основные европейские государства строили свои собственные колониальные империи, и о том, что нужно было сделать, чтобы преодолеть это. Среди множества опубликованных работ были «Национальная проблема» Рикардо Масиаса Пикавеа (1899), «Национальное бедствие и его причины» Дамиана Изерна (1900) и «Испанское спасение» доктора Мадразо (1903). В этих дебатах о «проблеме Испании» также участвовали писатели, которых спустя годы назовут «поколением 98-го»: Анхель Ганивет, Асорин, Мигель де Унамуно, Пио Бароха, Антонио Мачадо, Рамиро де Маэсту и другие.

Но, несомненно, самым влиятельным автором литературы о возрождении был Хоакин Коста. В 1901 году он опубликовал книгу «Олигархия и касикизм», в которой указал на политическую систему Реставрации как на главную причину «отсталости» Испании. Чтобы «восстановить» «больной организм», которым была Испания в 1900 году, требовался «железный хирург», который положил бы конец «олигархической и кастовой» системе и способствовал переменам, основанным на «школе и кладовой».
Чтобы сдержать движение к регрессу и африканизации, абсолютное и относительное, которое всё больше и больше уводит нас с орбиты, на которой вращается и развивается европейская цивилизация, чтобы заново основать испанское государство. По европейскому образцу, который дала нам история и которому мы подчинились, чтобы восстановить репутацию нашей страны в глазах всего мира, чтобы помешать Сантьяго-де-Куба стать вторым Сантьяго-де-Галисия? или, другими словами, основать на Пиренейском полуострове новую Испанию, то есть богатую Испанию, которая ест, культурную Испанию, которая думает, свободную Испанию, которая правит, сильную Испанию, которая побеждает, Испанию, короче говоря, современную человечеству Испанию, которая, пересекая границы, не чувствует себя чужой, как будто она попала на другую планету или в другой век (...) и давайте не будем тратить время на новую Испанию, как будто она попала на другую планету или в другой век (...) и давайте не будем тратить время на новую Испанию. ...), и что мы не превратимся за короткое время из низшего класса в низшую расу, то есть из вассалов, которыми мы были для местной олигархии, в колонистов, которыми мы стали для французов, англичан и немцев.

### 1898–1902: Правительства «регенерационистов»

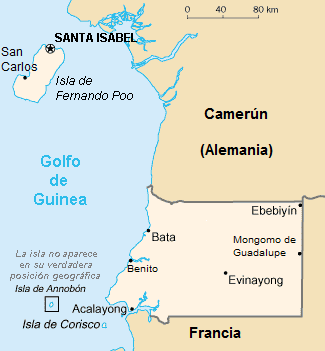
Карта испанских владений в Гвинейском заливе, приобретенных в соответствии с Парижским мирным договором 1900 года, который дал начало Испанской Гвинее, пока она не стала независимой в 1968 году как Экваториальная Гвинея.

В марте 1899 года новый консервативный лидер Франсиско Сильвела возглавил правительство, что стало большим облегчением для Сагасты, который был главой государства во время катастрофы 1898 года. Сильвела поддержал требования «возрождения» общества и политической системы — он сам охарактеризовал ситуацию как «отсутствие пульса» в стране, — что привело к ряду реформаторских мер. Проект Сильвелы  и проект генерала Полавьехи, военного министра, состоял из «консервативной формулы возрождения, которая пыталась сохранить патриотические ценности во время национального кризиса».
Самой важной реформой стала налоговая реформа, проведённая министром финансов Раймундо Фернандесом Вильяверде. Она была призвана справиться с тяжёлым финансовым положением государства, возникшим из-за увеличения государственных расходов, вызванных войной, и остановить обесценивание песеты и рост цен, что привело к росту недовольства населения. Эта реформа сопровождалась принятием в 1900 году первых в истории Испании законов о труде, предложенных министром Эдуардо Дато: один о несчастных случаях на производстве, а другой — о труде женщин и детей. Сильвела также пытался интегрировать в своё правительство каталонский национализм, представленный Лигой регионалистов, которая только что появилась на политической арене, но министр милосердия и правосудия Мануэль Дуран-и-Бас в итоге подал в отставку.
Единственным важным оппозиционным движением, с которым пришлось столкнуться консервативному правительству Сильвелы, была забастовка налогоплательщиков, или «tancament de caixes», буквально «закрытие касс», в Каталонии, организованная в период с апреля по июль 1900 года Национальной лигой производителей, организацией, созданной сторонником возрождения Хоакином Костой, и торговые палаты, возглавляемые Базилио Параисо. Но это движение, требовавшее политических и экономических изменений, в итоге потерпело неудачу, и возникший на его основе Национальный союз распался, особенно когда баскская и каталонская буржуазия отказалась от него и начала поддерживать правительство Сильвелы. Тогда Хоакин Коста обратился к республиканизму.
Внутренние разногласия — в основном из-за того, что генерал Полавьеха выступал против сокращения государственных расходов, предложенного Фернандесом Вильяверде для достижения сбалансированного бюджета, поскольку это противоречило его требованию увеличить экономические ассигнования на модернизацию армии, — привели к падению правительства Сильвелы в октябре 1900 года. Его сменил генерал Марсело Аскаррага Пальмеро, правительство которого просуществовало всего пять месяцев. В марте 1901 года либерал Сагаста вернулся к руководству правительством, которое стало последним при регентстве Марии Кристины Австрийской и первым при фактическом правлении Альфонсо XIII.

### Импульс каталонского национализма и консолидация баскского национализма.
Большинство каталонцев поддержали предоставление автономии Кубе, так как считали это прецедентом для получения автономии Каталонией, но предложение Франсеска Камбо о том, что Каталонский союз должен выступить с заявлением в поддержку автономии Кубы с возможностью обретения независимости, не нашло широкой поддержки.
После поражения Испании в испано-американской войне каталонский регионализм получил мощный импульс, в результате чего в 1901 году была создана Лига регионалистов. Она возникла в результате слияния Регионалистского союза, основанного в 1898 году, и Каталонского национального центра, объединившего отколовшуюся от Каталонского союза группу под руководством Энрика Прата де ла Рибы и Франсеска Камбо. Причиной разрыва стало то, что последние, вопреки мнению большинства в «Союзе», выступали за сотрудничество с консервативным правительством Сильвелы — один из них, Мануэль Дуран-и-Бас, был его членом; а близкие к каталонцам личности занимали должности мэров Барселоны, Таррагоны и Реуса, а также епископства Барселоны и Вика, — хотя в конце концов они порвали с Консервативной партией, когда их требования — экономическое соглашение, единая провинция, снижение налогового бремени не были приняты. Ответом на это стали «закрытие касс» и уход Дурана-и-Баса из правительства, а также отставка доктора Бартомеу Робера с поста мэра Барселоны. Провал сближения с испанскими консерваторами не заставил новую Лигу регионалистов исчезнуть; напротив, она получила всё большую поддержку среди многих представителей каталонской буржуазии, разочаровавшихся в партиях того времени. Это привело к его триумфу на муниципальных выборах 1901 года в Барселоне, что означало конец касикизма и фальсификаций на выборах в городе.
Что касается Страны Басков, то в 1898 году Баскская национальная партия всё ещё была политической группой, у которой почти не было филиалов и присутствие которой ограничивалось Бильбао. У неё даже не было собственной газеты после того, как в прошлом году из-за экономических проблем закрылась Baserritarra. Кроме того, его влияние было ограничено волной испанского националистического подъёма, вызванного испано-американской войной. Во время демонстрации дом Араны в Бильбао забросали камнями. Но тот же 1898 год полностью изменил положение ННВ, которая вместе с ИСРП была единственными баскскими политическими группами, выступавшими против войны, благодаря вступлению в ННВ группы эускалерриаков, которые предоставили ей «политические кадры, еженедельник «Эускалдуна» и экономические ресурсы, поскольку эти фуэристы были буржуа, связанными с промышленностью и торговлей, особенно их лидер Рамон де ла Сота», и которые, выступая против независимости Араны, защищали автономию Страны Басков, приближаясь таким образом к подходам каталонии. Поддержка эускалериакос сыграла решающую роль в избрании Араны в сентябре 1898 года депутатом от провинции Бискайя в Бильбао. С этого момента Арана смягчил свои самые радикальные, антикапиталистические и антииспанские взгляды и даже в последний год своей жизни отказался от независимости Басконии и выступал за «максимально радикальную автономию в рамках единства испанского государства». Эта эволюция в сторону испанизма широко обсуждалась его единоверцами после его смерти 25 ноября 1903 года, когда ему было всего 38 лет.